# 2022 na televisão brasileira
A seguir há uma lista de eventos relacionados à televisão brasileira em 2022. Os eventos listados incluem estreias, cancelamentos e finais de programas de televisão; lançamento, encerramento e rebrandings de canais; estações locais mudando de afiliação de rede; e informações sobre controvérsias e disputas de carregamento.

## Eventos notáveis

### Janeiro
| Data | Evento |
| ---- | --- |
| 2    | A TV Globo exibe no Domingão com Huck a 25.ª edição do Melhores do Ano. |
| 3    | Com o avanço da variante Ômicron da COVID-19 em território nacional, o departamento de jornalismo da RecordTV em São Paulo acaba tendo um surto da doença entre seus funcionários. Mariana Godoy foi afastada da apresentação do Fala Brasil, sendo substituída interinamente por Camila Busnello, enquanto Fabíola Reipert e Renato Lombardi foram afastados do quadro "A Hora da Venenosa", exibido na versão paulistana do Balanço Geral. No dia seguinte, Celso Freitas também foi afastado do Jornal da Record, sendo substituído por Luiz Fara Monteiro. Godoy retornou ao trabalho em 10 de janeiro, e Freitas em 26 de janeiro. |
| 3    | Na TV Alterosa Sul de Minas, afiliada do SBT em Varginha, Minas Gerais, o jornalista Rafael Silva desmaiou ao vivo após sofrer um mal súbito enquanto apresentava o jornalístico Alterosa Alerta. Momentos depois, Rafael foi socorrido por uma equipe do Corpo de Bombeiros e levado para o Hospital Humanitas, vizinho à sede da emissora. Após um mês se recuperando, Rafael Silva reassumiu suas funções em 7 de fevereiro. |
| 5    | O departamento de jornalismo do SBT em São Paulo é mais um a sofrer com um surto de COVID-19 entre seus funcionários. Darlisson Dutra, que se preparava para assumir o telejornal local SBT Notícias (SBT São Paulo), e Márcia Dantas, âncora do SBT Brasil, são afastados de suas funções, assim como os repórteres Daniele Brandi, Mônica Simões, José Luiz Filho e Marcela Munhoz. Felipe Malta, deslocado do SBT Brasília para a matriz, assumiu interinamente o posto de Darlisson e Márcia, no entanto, também acabou testando positivo para COVID-19 no dia seguinte e acabou substituído por Simone Queiroz. Darlisson retornou ao trabalho a tempo de assumir o SBT Notícias em 10 de janeiro. Márcia retornou à bancada do SBT Brasil em 12 de janeiro. |
| 6    | Na RecordTV, Luiz Fara Monteiro assume a apresentação do Repórter Record Investigação, substituindo Roberto Cabrini. |
| 10   | A TV Globo afasta os jornalistas William Bonner e Renata Vasconcellos do comando do Jornal Nacional, após Renata testar positivo para COVID-19. A dupla é substituída interinamente por Hélter Duarte e Ana Luíza Guimarães, mas Bonner reassume seu posto no dia seguinte após testar negativo, enquanto Renata só retornou ao trabalho em 18 de janeiro. |
| 11   | Por conta do surto de COVID-19 e da gripe H3N2, a TV Globo optou por esvaziar os Estúdios Globo, colocando os funcionários em home office até o dia 31, medida que afetou diretamente as gravações das telenovelas Pantanal e Além da Ilusão. Já as produções dos reality shows como a 2.ª temporada do The Voice + e a 22.ª temporada do Big Brother Brasil, foram parcialmente afetadas, com o primeiro sendo suspenso temporariamente. |
| 12   | A TV Globo anunciou que três participantes da 22.ª temporada do Big Brother Brasil haviam testado positivo para COVID-19 durante o pré-confinamento, e que a entrada de ambos no reality show seria adiada, seguindo os protocolos médicos. Com a estreia da temporada em 17 de janeiro, a emissora revelou que Arthur Aguiar, Jade Picon e Linn da Quebrada eram os participantes infectados, e que eles se juntariam aos demais confinados a partir de 20 de janeiro. |
| 13   | Uma equipe de reportagem do SBT foi agredida enquanto realizava uma entrada ao vivo para o Primeiro Impacto. A repórter Melina Saad mostrava o resultado de um acidente de trânsito no município de Diadema, São Paulo, onde um motorista identificado apenas como Flávio havia batido o seu carro contra o muro de uma paróquia. O homem havia concordado em dar uma entrevista fora do ar, mas ao notar que a reportagem estava sendo feita ao vivo, ele se exaltou, xingou a equipe e tomou o microfone das mãos da repórter. |
| 14   | O apresentador Daniel Carniel, da Adesso TV, canal de televisão por assinatura de Garibaldi, Rio Grande do Sul, foi agredido com socos e pontapés enquanto chegava aos estúdios da emissora para apresentar o programa jornalístico Prato Limpo, que ele fez questão de conduzir com o rosto ensanguentado para denunciar o fato. Após investigações conduzidas pela Polícia Civil, o agressor, que não teve seu nome revelado, foi preso em 3 de fevereiro, e confessou que havia agido a mando de outra pessoa (também não identificada) que trabalhava como assesor especial na Assembleia Legislativa do Rio Grande do Sul e havia ocupado cargos na prefeitura local, e teria se sentido prejudicado por matérias veiculadas pela emissora.                  |
| 17   | A GloboNews é mais uma emissora a ter um surto de COVID-19 entre seus funcionários, levando ao afastamento das jornalistas Aline Midlej, Leila Sterenberg e Leilane Neubarth, que testaram positivo e/ou tiveram contato com pessoas que haviam se infectado. |

### Fevereiro
| Data     | Evento |
| -------- | --- |
| 1.º      | Os executivos João Roberto Marinho e Paulo Daudt Marinho assumem respectivamente a presidência do Grupo Globo e da sua subsidiária, Globo (responsável pela TV Globo, canais por assinatura e Globoplay), substituindo Jorge Nóbrega, que exercia o primeiro cargo desde 2017. |
| 1.º      | Em Salvador, Bahia, bandidos intimidaram equipes de jornalismo da TV Aratu, afiliada do SBT e da Band Bahia, emissora própria da Band, que realizavam matérias sobre um homicídio ocorrido no bairro de Águas Claras. Os repórteres Fábio Gomes (Aratu) e Toni Júnior (Band) fugiram do local ao ouvirem os disparos e relataram o ocorrido ao vivo durante o programa Cidade Aratu, exibido pela TV Aratu, sendo que a equipe da Band acabou abandonando o seu equipamento, que foi destruído pelos criminosos. A Polícia Militar realizou incursões na região em busca dos suspeitos, enquanto o ataque foi repudiado por diversas entidades como a Associação Bahiana de Imprensa, o Sindicato dos Jornalistas da Bahia e a Federação Nacional dos Jornalistas.                         |
| 4—20     | A TV Globo e o SporTV realizam a cobertura dos Jogos Olímpicos de Inverno de 2022. |
| 8        | Na TV Jovem Pan News, ao final do programa Opinião, o comentarista Adrilles Jorge despediu-se do público fazendo uma saudação nazista, após opinar sobre a demissão do apresentador do Flow Podcast, Bruno Aiub, devido a comentários antissemitas enquanto entrevistava os deputados federais Kim Kataguiri e Tabata Amaral em 7 de fevereiro. Com as reações negativas do público, a emissora demitiu Adrilles no dia seguinte, afirmando em nota que "repudia qualquer manifestação em defesa do nazismo e suas ideias". No entanto, em 22 de março, o comentarista foi recontratado pela emissora. |
| 10       | Na RedeTV!, Flávia Viana deixa a apresentação do TV Fama. |
| 13       | A RedeTV! e a ESPN 2 transmitem o Super Bowl LVI. |
| 14       | Uma equipe de reportagem da TV Thathi, afiliada da RecordTV em Campinas, São Paulo, sofreu uma tentativa de atropelamento enquanto produzia uma matéria sobre violência doméstica. Enquanto gravavam uma passagem na rua, a repórter Juliana Giacchini e o cinegrafista Leandro Marques foram surpreendidos por um motorista não identificado dirigindo em alta velocidade, que atingiu o cinegrafista e fugiu. |
| 15—16    | A maior parte das redes de televisão, além de emissoras baseadas no estado do Rio de Janeiro cancela ou modifica atrações da grade de programação para providenciar cobertura jornalística sobre as chuvas e deslizamentos no município de Petrópolis. A cobertura prosseguiu sem grandes alterações nas programações depois de 16 de fevereiro. |
| 19       | No SBT, Renata Kuerten e Lucas Anderi assumem a apresentação do Esquadrão da Moda, substituindo Isabella Fiorentino e Arlindo Grund. |
| 21       | Uma equipe de reportagem da TV Globo Minas, emissora própria da TV Globo em Belo Horizonte, Minas Gerais, composta pelo repórter André Junqueira e outros profissionais, foi hostilizada e expulsa de uma manifestação de profissionais da segurança pública do estado realizada na capital mineira, enquanto fazia a cobertura do protesto. |
| 24—1.º/3 | Após mais um ano de cancelamento das festividades públicas de Carnaval por conta da pandemia de COVID-19, algumas emissoras de televisão planejaram programações especiais para comemorar a data: - A TV Globo reprisa o especial Seleção do Samba, com o adiamento dos desfiles das escolas de samba de São Paulo e Rio de Janeiro para o mês de abril. Localmente, a Rede Bahia realizou mais uma edição do Bahia Folia Em Casa, e a TV Globo Pernambuco realizou programas especiais em homenagem ao centenário do fundador do Galo da Madrugada, Enéas Freire, e aos 90 anos da fundação d'O Homem da Meia-Noite; - Assim como em 2021, a TV Aratu e a TV Jornal, respectivas afiliadas do SBT em Salvador e Recife, exibem novas edições dos especiais SBT Folia e O Melhor Carnaval. |
| 25       | Uma equipe de reportagem do SBT Rio, emissora própria do SBT, foi intimidada por dois homens enquanto mostrava ao vivo os efeitos da greve de funcionários do BRT do Rio de Janeiro no Terminal Alvorada, na capital fluminense. Os homens, que se identificavam como seguranças do terminal (embora não usassem uniformes), tentaram impedir as filmagens, postando-se entre a repórter Branca Andrade e o cinegrafista Edson Santos. A polícia foi chamada para garantir a segurança dos profissionais, enquanto o prefeito Eduardo Paes manifestou-se afirmando que ordenou uma investigação sobre o caso. |

### Março
| Data  | Evento |
| ----- | --- |
| 2     | Uma equipe de reportagem da TV Globo São Paulo, emissora própria da TV Globo, foi agredida enquanto produzia uma matéria sobre as condições da Feirinha da Madrugada, no bairro do Brás, na capital paulista. Enquanto estavam no local, o repórter Renato Biasi e o cinegrafista Ronaldo de Souza foram surpreendidos por um homem, que na tentativa de impedir as filmagens, golpeou a mão de Ronaldo com uma corrente, obrigando-o a passar por uma cirurgia. Em 21 de março, o agressor, identificado como Adriano Ferreira de Queiroz, foi localizado pela polícia e indiciado por lesão corporal grave e injúria. |
| 3     | O Grupo Bandeirantes de Comunicação suspende por tempo indeterminado as transmissões de jogos da Premier League Russa na Band e no BandSports, em resposta a invasão do país à Ucrânia. |
| 4—13  | O SporTV realiza a cobertura dos Jogos Paralímpicos de Inverno de 2022. |
| 4     | Uma equipe de reportagem da TV Guanaré, afiliada da RedeTV! em Caxias, Maranhão teve seu equipamento destruído pelo empresário e político Paulo Marinho, enquanto produzia uma matéria dentro da prefeitura do município. Marinho estava no setor de tributação do local questionando o valor de um terreno que ele tentava negociar com um comprador, e ao ter seu pedido recusado, se irritou com os funcionários. Ao se deparar com a equipe de reportagem, composta pela repórter Dani Barros, pelo cinegrafista Romualdo Oliveira e pela produtora Danielle Mendonça, o empresário impediu a filmagem, tirando a câmera do tripé e jogando o equipamento no chão. Os envolvidos registraram um boletim de ocorrência contra Marinho na 17.ª Delegacia Regional de Polícia. |
| 4     | Na CNN Brasil, Carol Nogueira deixa a apresentação do Jornal da CNN, e Muriel Porfiro deixa a apresentação do Agora CNN. |
| 6     | Em virtude dos protocolos de segurança adotados contra a COVID-19, a TV Globo eliminou os participantes Vando Lipert, Cris Nunes e Osny Melo da segunda temporada do talent show The Voice +. O anúncio oficial foi feito pelo apresentador André Marques durante o sexto episódio da temporada. |
| 7     | A RIC TV, afiliada da RecordTV no estado do Paraná, afasta o jornalista Daniel Santos, após ser notificada pela Polícia Civil de que uma mulher havia aberto um boletim de ocorrência por agressão contra ele em uma delegacia de Curitiba. No exato momento em que foi afastado, Santos estava apresentando ao vivo uma edição do programa Balanço Geral (onde cobria as folgas do titular, Jasson Goulart), e foi substituído às pressas por Guilherme Rivaroli, que comunicou o ocorrido aos telespectadores. |
| 7     | Na CNN Brasil, Carol Nogueira assume a apresentação do Agora CNN, substituindo Muriel Porfiro. |
| 7     | No SBT, com a estreia de sua nona temporada, o The Noite com Danilo Gentili volta a ter plateia no estúdio pela primeira vez desde 13 de março de 2020, quando a rede havia suspendido a presença da mesma em razão da eclosão da pandemia de COVID-19. |
| 8     | Na CNN Brasil, Carla Vilhena deixa a apresentação do Visão CNN, sendo substituída interinamente por Roberta Russo. No dia 14, ela se demitiu do canal e rejeitou a ideia de trabalhar na RedeTV!. |
| 9     | Em novo protesto de agentes de segurança pública em Belo Horizonte, Minas Gerais, uma equipe da Band Minas, emissora própria da Band, foi agredida por manifestantes. Uma bomba lançada durante o protesto na Praça Rui Barbosa estourou próxima à repórter Laura França e ao cinegrafista Niconor Mendes, deixando a repórter temporariamente sem audição. O mesmo também aconteceu ao jornalista Caio Tárcia, que cobria o protesto para a rádio BandNews FM Belo Horizonte, enquanto outro artefato estourou próximo a ele. Por conta dos traumas auditivos, ambos precisaram ser hospitalizados e medicados. |
| 11    | A TV Globo demite o diretor de dramaturgia Vinícius Coimbra, após acusações de que ele teria praticado assédio moral e racismo contra atores negros do casting da telenovela Nos Tempos do Imperador, durante as gravações da trama. |
| 20    | A CNN Brasil exibe a 2.ª edição do Prêmio Notáveis CNN. |
| 20    | Na RecordTV, Marcos Hummel deixa a apresentação do Câmera Record. |
| 24    | Na GloboNews, José Roberto Burnier deixa a apresentação do Conexão GloboNews, sendo substituído interinamente por Elisabete Pacheco. |
| 25—27 | O Multishow e o Bis transmitem a 9.ª edição do Lollapalooza Brasil. A TV Globo exibiu compactos dos shows do evento. |
| 26    | É anunciado que o Grupo Globo vendeu a participação acionária de 7% que possuía na operadora de TV por assinatura Sky Brasil para o Grupo Werthein, que passou a deter todo o capital acionário da empresa. A venda encerrou o controle que o grupo possuía na operadora desde a sua fundação em 1996. |
| 26    | Na CNN Brasil, Luciana Barreto deixa a apresentação do CNN Nosso Mundo. |
| 27    | Na RedeTV!, Gretchen, Narcisa Tamborindeguy, Marcelo Barbur e Tokinho assumem a apresentação do Encrenca. O programa também ganha novo cenário, vinheta e grafismos. |
| 27    | A TNT e o Globoplay transmitem a 94.ª edição do Oscar. |
| 27    | Na RecordTV, Roberto Cabrini assume a apresentação do Câmera Record, substituindo Marcos Hummel. |
| 30    | Um morador de rua invadiu a sede da TV Mirante, afiliada da TV Globo em São Luís, Maranhão, e subiu na sua torre de transmissão, com 110 metros de altura. O homem identificado como Antônio Carlos da Silva, popularmente conhecido como "Pirata da Litorânea", permaneceu durante cerca de 14 horas no topo da estrutura, até decidir descer e ser resgatado por uma equipe do Corpo de Bombeiros. |

### Abril
| Data  | Evento |
| ----- | --- |
| 2     | Na CNN Brasil, Gloria Vanique assume a apresentação do CNN Nosso Mundo, substituindo Luciana Barreto. |
| 3     | A TNT e a TNT Séries transmitem a 64.ª edição do Grammy Award. |
| 4     | A CNN Brasil promove uma "dança das cadeiras" em seus telejornais, trocando vários apresentadores: Stephanie Alves assume a apresentação do CNN Novo Dia ao lado de Rafael Colombo, substituindo Elisa Veeck e Luciana Barreto; Luciana Barreto e Sidney Rezende assumem o comando do Visão CNN, substituindo Carla Vilhena; Elisa Veeck e Evandro Cini passam a apresentar o Expresso CNN, no lugar de Monalisa Perrone; e por fim, Monalisa Perrone torna-se a nova titular do Jornal da CNN, substituindo William Waack. |
| 7     | Um curto-circuito no sistema elétrico de um dos estúdios da Band em São Paulo ocasionou um princípio de incêndio no cenário do programa Faustão na Band. O fogo destruiu uma das cortinas que se abrem para o auditório, levando à evacuação do local, e foi rapidamente debelado pela brigada de incêndio da emissora. Por conta do incidente, as gravações do programa que estavam agendadas para o dia tiveram que ser canceladas.                                                                                       |
| 8     | É concluído o processo de fusão entre a WarnerMedia e a Discovery Inc., resultando na criação da Warner Bros. Discovery, da qual os ativos brasileiros de ambas passaram a fazer parte. |
| 9     | A Rede Gazeta transmite os desfiles das escolas de samba do Grupo Especial de Vitória, remarcados em função do avanço da variante Ômicron da COVID-19 no Brasil. |
| 14    | O repórter Gabriel Luiz, da TV Globo Brasília, foi esfaqueado durante um assalto no estacionamento de sua residência na região do Sudoeste, Distrito Federal. O jornalista foi atingido no pescoço, abdômen, no tórax e na perna e foi internado no Hospital de Base do DF (HBDF) em estado grave, mas estável. Os suspeitos pelo crime foram presos no dia seguinte e segundo a polícia cívil, o caso se tratou de um laticínio.                                                                                           |
| 15    | Na TV Globo, Chico Pinheiro deixa a apresentação do Bom Dia Brasil. |
| 15    | Na RedeTV!, Alinne Prado deixa a apresentação do TV Fama, sendo substituída interinamente por Fernanda Siccherolli. |
| 16    | A TV Globo Pernambuco e as afiliadas da TV Globo no Nordeste e Norte exibem o especial da Paixão de Cristo de Nova Jerusalém. |
| 22—23 | A TV Globo exibe o Globeleza, com os desfiles das escolas de samba de São Paulo (apenas para o estado de São Paulo) e do Rio de Janeiro, remarcados em função do avanço da variante Ômicron da COVID-19 no Brasil. |
| 28    | A Oi TV anuncia a venda das suas operações na modalidade DTH para a Sky Brasil, por um valor estimado em R$ 20 milhões. No ano seguinte, a Sky desistiu de comprá-lo. |

### Maio
| Data | Evento |
| ---- | --- |
| 1.°  | No SBT, o Domingo Legal volta a ter plateia no estúdio pela primeira vez desde 8 de março de 2020, quando a rede havia suspendido a presença da mesma em razão da eclosão da pandemia de COVID-19. |
| 1.°  | Uma equipe de reportagem da TV Vitória, afiliada da RecordTV em Vitória, Espírito Santo, foi hostilizada por manifestantes enquanto cobria um ato em favor do presidente Jair Bolsonaro. O repórter Alex Pandini e o cinegrafista José Jantorno foram expulsos da manifestação, enquanto os presentes gritavam palavras de ordem contra a equipe e a imprensa em geral, chegando a serem escoltados pela Guarda Municipal de Vitória enquanto deixavam o local. |
| 1.°  | No SBT, Silvio Santos reassume o comando do Programa Silvio Santos, após ficar afastado por conta da pandemia desde 15 de agosto de 2021. |
| 8    | Na RedeTV!, Gretchen, Narcisa Tamborindeguy e Tokinho deixam a apresentação do Encrenca. |
| 12   | Durante uma reportagem ao vivo para o telejornal DF no Ar, exibido pela RecordTV Brasília de Brasília, Distrito Federal, a repórter Jéssica Nascimento foi atingida por um tomate, no momento em que iria entrar no ar para falar sobre o aumento dos preços de alimentos na CEASA da cidade. O responsável pela agressão não foi identificado. |
| 12   | A TV Globo adquire os direitos de transmissão em TV aberta da Copa Libertadores da América com a CONMEBOL pelo quadriênio 2023-2026, retomando a exibição do evento após três anos. O SBT, então detentor dos direitos da Libertadores, adquiriu os direitos de transmissão da Copa Sul-Americana pelo mesmo período, marcando o retorno da competição à TV aberta, de onde estava ausente desde 2019. Os canais ESPN renovaram os direitos da Libertadores e adquiriram a Sul-Americana com exclusividade na TV por assinatura, enquanto o Paramount+ adquiriu os direitos de ambas com exclusividade para o streaming. |
| 13   | Na RedeTV!, Marcelo Zangrandi deixa a apresentação do TV Fama |
| 16   | Na RedeTV!, Nelson Rubens reassume a apresentação do TV Fama ao lado de Fernanda Siccherolli, substituindo Marcelo Zangrandi. |
| 21   | Após a transmissão da qualificatoria do GP da Espanha na Band, foi vazado um áudio não ido ao ar do narrador Sérgio Maurício,onde o mesmo após ver uma bandeira do Botafogo na arquibancada,fez uma piada considerada pejorativa sobre os torcedores do Flamengo. Após o vazamento do áudio, o mesmo pediu desculpas pelo ocorrido em suas Redes Sociais. |
| 25   | No SBT, Murilo Couto e Léo Lins assumem interinamente a apresentação do The Noite, devido ao afastamento do titular, Danilo Gentili, por problemas de saúde. Foi a primeira vez desde a estreia do programa, em 2014, que o apresentador se ausentou. Danilo retornou ao The Noite em 30 de maio. |
| 27   | Na RedeTV!, Augusto Xavier e Millena Machado deixam a bancada do RedeTV! News e Érica Reis deixa a apresentação do Leitura Dinâmica. |
| 30   | Na RedeTV!, Luís Ernesto Lacombe e Érica Reis assumem a bancada do RedeTV! News, substituindo Augusto Xavier e Millena Machado. O telejornal também ganha novo cenário, vinheta e grafismos. Por sua vez, Gabriela Di França assume a apresentação do Leitura Dinâmica, substituindo Érica Reis. |

### Junho
| Data  | Evento |
| ----- | --- |
| 3     | Na GloboNews, Maria Beltrão deixa a apresentação do Estúdio i. |
| 6     | Na GloboNews, Andréia Sadi assume a apresentação do Estúdio i, substituindo Maria Beltrão. |
| 6     | Na RedeTV!, Flávia Noronha e Fernando Oliveira assumem a apresentação do TV Fama ao lado de Nelson Rubens, substituindo Alinne Prado. O programa também ganha novo cenário, vinheta e grafismos. |
| 7     | Na TV Globo, durante a edição do Jornal Nacional, os âncoras Heraldo Pereira e Renata Vasconcellos fizeram um minuto de silêncio após a escalada do noticiário, acompanhado das seguintes mensagens: "O silêncio incomoda. Dia Nacional da Liberdade de Imprensa. O caminho da democracia é a informação". O gesto fez parte de uma campanha do Grupo Globo e outros veículos componentes do Consórcio de Veículos de Imprensa em referência ao Dia Nacional da Liberdade de Imprensa. |
| 13    | O Grupo Bandeirantes de Comunicação (Band e BandSports) renova os direitos de transmissão da Fórmula 1 com a Liberty Media para o triênio 2023-2025, garantindo os direitos exclusivos em TV aberta e TV por assinatura. |
| 13    | Na Band, durante a transmissão do jogo 5 das finais da NBA entre Golden State Warriors e Boston Celtics, o narrador Ivan Bruno acaba abandonando a cobertura após sofrer uma queda de pressão, cedendo seu posto para o comentarista Álvaro José, que narrou o restante da partida a partir da metade do terceiro quarto. Em nota, a direção da Band informou que Bruno já havia se recuperado do incidente e retornaria ao trabalho a partir do jogo 6 das finais.                    |
| 15    | O SBT exibe a 59.ª edição do Troféu Imprensa. |
| 24—26 | A TV A Crítica transmite a 55.ª edição do Festival Folclórico de Parintins. |
| 24—25 | A TV Globo Pernambuco e as afiliadas da TV Globo na região Nordeste exibem o especial São João do Nordeste. |
| 26    | Em virtude dos protocolos de segurança adotados contra a COVID-19, a TV Globo eliminou a participante Júlia Castro da sétima temporada do talent show The Voice Kids. Além disso, o jurado Michel Teló foi temporariamente afastado e substituído por Toni Garrido pelo mesmo motivo. O anúncio oficial foi feito pelo apresentador Márcio Garcia durante o nono episódio da temporada. Teló retornou ao programa em 10 de julho.                                                      |
| 26    | Em virtude dos protocolos de segurança adotados contra a COVID-19, a TV Globo eliminou a participante Jéssica Ellen da décima nona temporada da Dança dos Famosos, quadro exibido no Domingão com Huck. O anúncio foi feito por Luciano Huck durante a exibição do décimo primeiro episódio. |
| 27    | Na TV Difusora, afiliada do SBT em São Luís, Maranhão, o jornalista Eduardo Ericeira passou mal e desmaiou ao vivo enquanto apresentava o Jornal da Difusora 1.ª edição, sendo substituído após um intervalo comercial pela comentarista Keith Almeida, que comunicou o ocorrido aos telespectadores. Fora do ar, Eduardo foi socorrido e encaminhado ao UDI Hospital, onde ficou internado durante duas semanas. Ele reassumiu suas funções em 11 de julho.                           |

### Julho
| Data | Evento |
| ---- | --- |
| 1.º  | Na GloboNews, Julia Duailibi deixa a apresentação do GloboNews em Ponto. |
| 1.º  | Na TV Globo, Fátima Bernardes deixa a apresentação do Encontro. |
| 2    | Na TV Globo, Ana Furtado, André Marques, Manoel Soares e Patrícia Poeta deixam a apresentação do É de Casa. |
| 3    | Na Band, ao comentar sobre as declarações racistas do ex-piloto de Fórmula 1 Nelson Piquet em relação ao piloto Lewis Hamilton, a apresentadora do Show do Esporte, Glenda Kozlowski, questionou quais eram as reais intenções de Piquet no episódio, declarando: "Ficar olhando coisas de um ano atrás também, eu acho que trazendo à tona agora pode mudar às vezes o contexto das coisas. Quer dizer, isso não tem contexto, não dá para falar sobre isso, né? Usar termos racistas. Mas será que o contexto era esse também? Eu acho que de um ano para cá as pessoas mudam, de um ano para cá muita coisa muda". Horas mais tarde, após a repercussão negativa da sua fala, Glenda fez uma retratação durante o programa e pediu desculpas, afirmando que em 30 anos de carreira, sempre se posicionou "contra todo tipo de violência, preconceito e racismo", e que pelas palavras que havia utilizado, merecia "nota zero". |
| 3    | Em virtude dos protocolos de segurança adotados contra a COVID-19, a TV Globo eliminou a participante Esther Jullya Carvalho da sétima temporada do talent show The Voice Kids. O anúncio oficial foi feito pelo apresentador Márcio Garcia durante o décimo episódio da temporada. |
| 3    | A TV Globo e a RecordTV foram judicialmente impedidas de levar ao ar no Fantástico e no Câmera Record, respectivamente, trechos de matérias gravadas com o influenciador digital Iran Santana Alves, popularmente conhecido como "Luva de Pedreiro", mencionando as irregularidades contratuais com seu ex-empresário Allan de Jesus, que entrou com uma ação para impedir a exibição do conteúdo. Por conta da liminar judicial, expedida dois dias antes pela juíza Maria Cristina de Brito Lopes, do Tribunal de Justiça do Estado do Rio de Janeiro, ambas as reportagens foram reproduzidas com cortes, e ambas as emissoras anunciaram que iriam recorrer da decisão para que elas fossem exibidas na íntegra. Em 10 de julho, após entrar com um agravo que cassou a liminar, a Record exibiu a íntegra da reportagem, seguida pela Globo em 17 de julho.                                                                   |
| 4    | Na GloboNews, Cecília Flesch assume a apresentação do GloboNews em Ponto, substituindo Julia Duailibi, e Christiane Pelajo assume a apresentação do Conexão GloboNews ao lado de Leilane Neubarth e Camila Bomfim, substituindo José Roberto Burnier. |
| 4    | Na TV Globo, Patrícia Poeta e Manoel Soares assumem a apresentação do Encontro, substituindo Fátima Bernardes. |
| 4    | O SBT demite o humorista Léo Lins, integrante do The Noite com Danilo Gentili, após a divulgação de um vídeo gravado durante um dos seus shows de stand-up comedy nas redes sociais, onde ele aparece fazendo piada sobre uma criança com hidrocefalia ao comentar sobre o Teleton, maratona televisiva promovida pela rede em prol da AACD. |
| 8—30 | O SBT e o SporTV realizam a cobertura da Copa América Feminina de 2022. |
| 9    | Na TV Globo, Maria Beltrão, Thiago Oliveira, Rita Batista e Talitha Morete assumem a apresentação do É de Casa, substituindo Ana Furtado, André Marques, Manoel Soares e Patrícia Poeta. |
| 10   | No SBT, o Programa Silvio Santos ganha novo cenário, vinheta de abertura e grafismos. |
| 20   | Uma equipe de reportagem da TV Gazeta, afiliada da TV Globo em Vitória, Espírito Santo foi expulsa do Morro do Cabral enquanto entrava no ar ao vivo para falar sobre um tiroteio ocorrido na região. Dois criminosos ameaçaram a repórter Daniela Carla e seu cinegrafista, ordenando que eles se retirassem do local no momento em que ela estava ao vivo no telejornal Bom Dia Espírito Santo. |
| 23   | A TV Cultura exibe a 66.ª edição do Prêmio APCA, realizado em 20 de junho. |

### Agosto
| Data | Evento |
| ---- | --- |
| 1.º  | Na TV Globo, durante a exibição do Mais Você, a apresentadora Ana Maria Braga chamou uma matéria em que os atores Bruno Gagliasso e Giovanna Ewbank comentavam o caso de racismo ocorrido em Portugal dois dias antes com seus dois filhos, Títi e Bless. No entanto, acabou sendo levada ao ar uma imagem de dois macacos em uma árvore, que foi retirada imediatamente. Após a exibição do programa, a apresentadora justificou ao público em suas redes sociais que houve um erro e que a pessoa responsável pela atitude foi demitida. |
| 1.º  | Na RedeTV!, Eri Johnson deixa a apresentação do Bom Dia Você. |
| 5    | O SBT e suas afiliadas na Região Nordeste do Brasil renovam os direitos de transmissão em TV aberta da Copa do Nordeste de Futebol com a Liga do Nordeste para o triênio 2023-2025. |
| 5—6  | Em virtude da morte de Jô Soares, várias emissoras prestam homenagens ao humorista e apresentador em suas programações: - A TV Cultura reexibe um episódio do talk show Provocações, exibido originalmente em 10 de março de 2020. Em 6 de agosto, reexibe um episódio do talk show Roda Viva, exibido originalmente em 16 de novembro de 1998; - A TV Globo reexibe um episódio do programa humorístico Viva o Gordo, exibido originalmente em 23 de março de 1987. Em 6 de agosto, exibe no Supercine o filme O Xangô de Baker Street; - O SBT reexibe no The Noite com Danilo Gentili o último episódio do talk show Jô Soares Onze e Meia, exibido originalmente em 30 de dezembro de 1999. Outras edições do programa e do humorístico Veja o Gordo também foram reprisadas no bloco Quem Não Viu, Vai Ver, entre 5 e 6 de agosto; - A Band reexibe um episódio do talk show Cara a Cara, exibido originalmente em 7 de junho de 1988. |
| 7    | Parte das emissoras da Band promovem debates com os candidatos a governador nas Eleições 2022. |
| 10   | A Band adquire os direitos de transmissão do UFC em TV aberta a partir de 2023, substituindo a TV Globo, que transmitiu as lutas da organização de 2011 a 2018. O acordo dá a emissora o direito de transmitir ao vivo até 12 eventos por ano, entre edições convencionais e edições do Fight Night. Na TV por assinatura, o UFC encerrou a parceria que mantinha com o canal Combate desde 2007 para implantar o seu próprio serviço de pay-per-view, UFC Fight Pass, também a partir de 2023. |
| 10   | Em decisão inédita, a RecordTV passa a gravar com antecedência as edições do Jornal da Record, alegando cortes de gastos e a busca por uma maior qualidade técnica na produção do telejornal. No entanto, fontes internas avaliaram que a decisão é uma forma da direção da emissora censurar reportagens que abordem temas sensíveis a gestão do presidente da república Jair Bolsonaro. O telejornal voltou a ser exibido ao vivo em 1.º de novembro. |
| 12   | A TV Globo renova por mais um ano os direitos de transmissão dos desfiles das escolas de samba de São Paulo, com a condição imposta pela Liga Independente das Escolas de Samba de São Paulo para que os mesmos fossem exibidos para toda a rede em uma base experimental, o que inclui o estado do Rio de Janeiro, que acompanha as transmissões da Série Ouro. |
| 15   | A GloboNews estreia sua nova identidade visual. |
| 15   | A TV Globo e a Unesco promovem a 37.ª edição do Criança Esperança. |
| 18   | A RedeTV! adquire os direitos de transmissão em TV aberta da NFL pelo triênio 2022-2024, retomando a exibição do torneio 6 anos após sua última transmissão, realizada na temporada 2016 pelo Esporte Interativo. |
| 26   | Início do horário eleitoral gratuito do 1.º turno das Eleições 2022. |
| 26   | O Grupo Globo (TV Globo e SporTV) renova os direitos de transmissão da Copa do Brasil de Futebol com a CBF para o quadriênio 2023-2026, garantindo os direitos exclusivos em TV aberta e TV por assinatura, além de sublicenciar os direitos de transmissão via streaming para o Prime Video. |
| 28   | A Band e a TV Cultura promovem debate com os candidatos a presidente nas Eleições 2022. |

### Setembro
| Data | Evento |
| ---- | --- |
| 2—11 | O Multishow e o Bis transmitem a 9.ª edição do Rock in Rio. A TV Globo exibiu compactos dos shows do evento. |
| 4    | Na RecordTV, Eduardo Ribeiro deixa a apresentação do Domingo Espetacular. |
| 7    | Na CNN Brasil, Evandro Cini deixa a apresentação do Expresso CNN. |
| 7    | Na ESPN, enquanto relatava ao vivo para a edição noturna do SportsCenter a expectativa dos torcedores do Flamengo para o jogo contra o Vélez Sarsfield, válido pela semifinal da Copa Libertadores da América, a repórter Jéssica Dias foi assediada por um torcedor que beijou o seu rosto. O homem, identificado como Marcelo Benevides Silva, havia importunado a repórter ainda fora do ar, e após ser encontrado pela equipe de reportagem enquanto tentava fugir do local, foi detido pela polícia e levado ao Juizado Especial Criminal localizado dentro do Estádio do Maracanã, onde teve a prisão preventiva decretada após audiência de custódia. |
| 8    | Na ESPN, o jornalista Antero Greco passou mal enquanto apresentava a edição de fim de noite do SportsCenter. Ao perceber o ocorrido, o jornalista Felipe Motta interrompeu o comentário do colega de bancada e chamou o intervalo para que ele pudesse receber atendimento médico, informando aos telespectadores novos detalhes após o retorno do programa. Em nota, a ESPN informou que o jornalista foi atendido na emissora e estava bem, mas que precisou ser encaminhado a um hospital. |
| 9    | Na RecordTV, Sérgio Aguiar deixa a bancada do Fala Brasil. |
| 11   | Na RecordTV, Sérgio Aguiar assume a apresentação do Domingo Espetacular ao lado de Carolina Ferraz, substituindo Eduardo Ribeiro. |
| 12   | Na RecordTV, Eduardo Ribeiro assume a bancada do Fala Brasil ao lado de Mariana Godoy, substituindo Sérgio Aguiar. |
| 14   | Na TV Cultura, após a realização do debate eleitoral com os candidatos a governador de São Paulo, o deputado estadual Douglas Garcia (Republicanos), que fazia parte da comitiva do candidato Tarcísio de Freitas, hostilizou a jornalista Vera Magalhães. O diretor de jornalismo e mediador do debate, Leão Serva, reagiu às agressões tomando o aparelho celular das mãos do deputado e arremessando-o longe, enquanto Douglas foi posteriormente retirado do local pelos seguranças. Em suas redes sociais, Vera informou que iria abrir um boletim de ocorrência contra Garcia pelas hostilidades sofridas. |
| 16   | Na CNN Brasil, Daniel Adjuto deixa a apresentação do Live CNN Brasil. |
| 17   | Parte das emissoras do SBT promovem debates com os candidatos a governador nas Eleições 2022. |
| 19   | Na CNN Brasil, Evandro Cini assume a apresentação do Live CNN Brasil ao lado de Marcela Rahal, substituindo Daniel Adjuto. |
| 24   | O SBT e a CNN Brasil promovem debate com os candidatos a presidente nas Eleições 2022. |
| 25   | O Grupo Jaime Câmara é atingido por um ataque hacker do tipo ransomware, que resultou no sequestro de dados das suas redes de TI e na derrubada dos servidores de todos os seus veículos de comunicação, o que inclui a Rede Anhanguera, afiliada da TV Globo em Goiás e Tocantins. Segundo fontes do grupo, os hackers que invadiram o sistema haviam pedido uma quantia de R$ 1 milhão para a devolução dos dados, do contrário eles seriam apagados em até sete dias. Como consequência do ataque, a programação da rede de televisão ficou completamente prejudicada nos dias seguintes, com limitações técnicas na produção dos telejornais locais das emissoras de Goiânia e Palmas e resultando no cancelamento dos telejornais locais das emissoras do interior goiano.                                                                                              |
| 27   | A Record News estreia sua nova identidade visual. |
| 27   | As emissoras da TV Globo promovem debates com os candidatos a governador nas Eleições 2022. |
| 27   | Em Rio Branco, Acre, o debate eleitoral com os candidatos a governador do estado organizado pela Rede Amazônica Rio Branco, afiliada da TV Globo, foi encerrado antes do fim após decisão judicial da desembargadora Denise Castelo Bonfim, do TRE-AC, que exigia a participação do candidato David Hall (Agir). A emissora, no entanto, havia se baseado no artigo 46 da lei eleitoral nº 9.504, de 30 de setembro de 1997, que estipula que as organizadoras de debates devem assegurar o convite de candidatos cujos partidos possuam representação mínima de 5 deputados federais na Câmara, e dos 7 candidatos a governador do Acre, Hall era o único que não cumpria esse pré-requisito. Em nota, a Rede Amazônica informou que "irá impetrar todos os recursos judiciais cabíveis e representação no Conselho Nacional de Justiça pelo evidente abuso de autoridade". |
| 29   | Durante um debate eleitoral com os candidatos a governador organizado pela TV Jornal, afiliada do SBT em Recife, Pernambuco, a jornalista e mediadora Anne Barretto desmaiou ao vivo em meio a uma réplica do candidato Danilo Cabral (PSB), que debatia com o adversário Miguel Coelho (UNIÃO). O incidente forçou a emissora a ir para o intervalo durante cerca de 10 minutos, e ao retornar, o debate passou a ser mediado pelo jornalista Igor Maciel, que informou aos telespectadores que Anne havia sofrido uma queda de pressão. Após o incidente, a jornalista foi encaminhada a um hospital da região para exames médicos, e levou pontos no queixo depois de se ferir durante a queda. |
| 29   | Término do horário eleitoral gratuito do 1.º turno das Eleições 2022. |
| 29   | A TV Globo promove debate com os candidatos a presidente nas Eleições 2022. |
| 30   | A Vivo TV anuncia o encerramento do seu serviço de TV por assinatura na modalidade DTH, correspondente às operações que a empresa havia comprado da extinta GVT TV em 2016. As operações foram descontinuadas em 19 de dezembro, e sua base de clientes foi transferida para a modalidade fibra óptica (onde disponível) e para o Vivo Play, de acordo com a preferência dos mesmos. |

### Outubro
| Data | Evento |
| ---- | --- |
| 7    | Início do horário eleitoral gratuito do 2.º turno das Eleições 2022. |
| 8    | A RecordTV é atingida por um ataque hacker do tipo ransomware, perpetrado pelo grupo ALPHV/BlackCat, que resultou no sequestro de dados das suas redes de TI, como matérias a serem exibidas, planilhas e documentos, e gerou uma pane em alguns sistemas de produção, edição e exibição da rede. Segundo fontes da Record, os hackers que invadiram o sistema haviam pedido uma quantia de R$ 45 milhões para a devolução dos dados, do contrário eles seriam vazados para o público, como passou a ocorrer a partir do dia 15 de outubro. Em razão do ataque, a programação da rede ficou completamente prejudicada, sendo o exemplo mais notável a edição de sábado do telejornal Fala Brasil, que teve o seu final antecipado por volta das 9h06 em favor de episódios da série Todo Mundo Odeia o Chris, que foram programados emergencialmente, além de visíveis limitações técnicas nos telejornais e outros programas ao vivo exibidos ao longo da programação nos dias seguintes. O ataque afetou apenas a matriz da rede em São Paulo, sendo que emissoras próprias e outros veículos do Grupo Record não foram atingidos. Sete dias depois, um novo ataque de autoria do grupo Cynosure Team derrubou temporariamente os sites da RecordTV Rio do Rio de Janeiro e da RecordTV Paulista de Bauru, São Paulo. |
| 10   | Parte das emissoras da Band promovem debates com os candidatos a governador no 2.º turno das Eleições 2022. |
| 11   | Em meio a uma onda de ataques criminosos em Vitória, Espírito Santo, bandidos atearam fogo a um carro de reportagem da TV Tribuna, afiliada do SBT, no Bairro da Penha. O veículo era dirigido pelo cinegrafista Alex Guimarães, que se encaminhava para uma reportagem na região, quando foi abordado por criminosos que renderam e agrediram o profissional, que prestou queixa sobre o ocorrido na 1.ª Delegacia Regional de Vitória. Além da equipe da TV Tribuna, outros profissionais de imprensa que trabalhavam na cobertura também foram ameaçados pelos bandidos. |
| 15   | Parte das emissoras do SBT promovem debates com os candidatos a governador no 2.º turno das Eleições 2022. |
| 16   | A Band, TV Cultura e CNN Brasil promovem debate com os candidatos a presidente no 2.º turno das Eleições 2022. |
| 17   | Por 4 votos a 3, o TSE proibiu a TV Jovem Pan News e sua contraparte radiofônica de veicular matérias e comentários relacionados à condenação do candidato a presidente da república Luiz Inácio Lula da Silva (PT), no âmbito da Operação Lava Jato, além de ordenar a remoção de outros conteúdos considerados difamatórios que foram publicados em suas plataformas online e conceder direitos de resposta ao candidato na programação, sob pena de multa diária de R$ 25 mil em caso de descumprimento. Em resposta, a emissora lançou no dia 19 de outubro um editorial que classificou a decisão como censura, posição que foi apoiada por associações de imprensa como a ABERT, ABRATEL e ANJ, além de outros veículos de comunicação. Juntamente com a divulgação do editorial, a Jovem Pan passou a cobrir seu logotipo com uma tarja com a inscrição "CENSURADA" ao longo da programação exibida em seu canal de notícias e também em seus perfis de redes sociais. A emissora também passou a ironizar o fato veiculando matérias de receitas de bolo, em referência aos jornais e revistas que tinham seus trabalhos censurados pela ditadura militar durante a vigência do Ato Institucional n.º 5, além de promover outras formas de protesto em programas da grade.                                      |
| 18   | O Multishow transmite a 29.ª edição do Prêmio Multishow de Música Brasileira. |
| 21   | O SBT e a CNN Brasil promovem debate com os candidatos a presidente no 2.º turno das Eleições 2022. |
| 23   | Durante a cobertura da operação policial que resultou na prisão do político Roberto Jefferson em Comendador Levy Gasparian, Rio de Janeiro, o cinegrafista Rogério de Paula, da InterTV Serra+Mar, afiliada da TV Globo, foi agredido por um apoiador do político e do candidato a presidente Jair Bolsonaro que estava no local. Rogério levou um soco na cabeça e caiu no chão, e após sofrer uma convulsão, foi encaminhado ao Hospital Nossa Senhora da Conceição, em Três Rios, onde recebeu atendimento médico. O agressor, identificado como Diogo Lincoln Resende, era servidor público da Câmara Municipal de Três Rios, e foi exonerado do cargo a pedido do vereador Robson Dentista (PSDB), do qual era assessor. |
| 23   | A RecordTV promove debate com os candidatos a presidente no 2.º turno das Eleições 2022. |
| 24   | A TV Clube, afiliada da TV Globo em Teresina, Piauí, demite o apresentador da versão local do Globo Esporte, Flávio Meirelles, após um comentário feito pelo mesmo em sua conta no Twitter em 21 de outubro, ironizando o atentado sofrido pelo então candidato a presidente Jair Bolsonaro durante a campanha eleitoral de 2018. Em nota, a emissora esclareceu "que o pensamento individual e convicções políticas de nossos colaboradores não retratam em momento algum diretrizes orientadas pela Rede Clube". |
| 27   | As emissoras da TV Globo promovem debates com os candidatos a governador no 2.º turno das Eleições 2022. |
| 28   | Na CNN Brasil, o executivo João Carlos Camargo assume a presidência do conselho executivo da emissora, substituindo Rubens Menin. |
| 28   | Término do horário eleitoral gratuito do 2.º turno das Eleições 2022. |
| 28   | A TV Globo promove debate com os candidatos a presidente no 2.º turno das Eleições 2022. |

### Novembro
| Data     | Evento |
| -------- | --- |
| 1.º      | Na GloboNews, Christiane Pelajo deixa a apresentação do Conexão GloboNews, sendo substituída interinamente por Elisabete Pacheco. |
| 1.º—2    | Durante a cobertura das manifestações contrárias a vitória de Luiz Inácio Lula da Silva na eleição presidencial, equipes de jornalismo que cobriam os protestos foram hostilizadas por manifestantes em alguns pontos do país: - Em Blumenau, Santa Catarina, o repórter Stêvão Limana e o cinegrafista Lucas Fernandes, da NDTV Blumenau, afiliada da RecordTV, foram hostilizados por um grupo de manifestantes durante uma entrada ao vivo para o Tribuna do Povo, enquanto mostravam o bloqueio que havia sido feito na rodovia BR-470, na altura do Trevo do Badenfurt; - Em Guarulhos, São Paulo, a repórter Clara Nery, da Band, foi hostilizada ao vivo durante o Brasil Urgente, enquanto mostrava o bloqueio feito na Rodovia Hélio Smidt, que dá acesso ao Aeroporto Internacional de São Paulo-Guarulhos; - Em Divinópolis, Minas Gerais, o repórter Vitor de Castro e o cinegrafista Wesley Mourão, da TV Candidés, afiliada da TV Cultura, foram agredidos e hostilizados por um grupo de manifestantes enquanto cobriam o bloqueio que havia sido feito na rodovia MG-050; - Em Porto Alegre, Rio Grande do Sul, uma equipe da Band RS, emissora própria da Band, foi agredida por um manifestante enquanto cobria o bloqueio de ruas do Centro Histórico da cidade. O cinegrafista Rogério Aguiar e o motorista Moisés Costa levaram socos e pontapés e tiveram equipamentos quebrados. O agressor foi identificado e preso pela Brigada Militar. No mesmo ato, o repórter Lucas Abati e o cinegrafista Cristiano Mazoni, do SBT RS, emissora própria do SBT, foram hostilizados por um grupo de manifestantes durante uma entrada ao vivo para o SBT Rio Grande, assim como repórteres da RecordTV RS, emissora própria da RecordTV, e da RDC TV; - Em Mirassol, São Paulo, o repórter Yuri Macri, da RecordTV Rio Preto, emissora própria da RecordTV, foi agredido por manifestantes que bloqueavam a Rodovia Washington Luís durante uma entrada ao vivo para o telejornal Hora News, da Record News; - Em Cuiabá, Mato Grosso, o repórter Fernando Moreno, o cinegrafista João Páscoa e o motorista Alessandro Macedo, da TV Vila Real, afiliada da RecordTV, foram hostilizados por manifestantes que pediam intervenção militar na portaria da 13ª Brigada de Infantaria Motorizada do Exército Brasileiro. A equipe foi cercada por manifestantes, que danificaram equipamentos e apedrejaram o carro de reportagem da emissora. |
| 2        | A repórter Vanessa Medeiros da TV Tribuna, afiliada da TV Globo em Santos, São Paulo, desmaiou devido a uma queda de pressão no momento em que estava na porta de uma delegacia de polícia em São Vicente, de onde relatava ao vivo para o Jornal da Tribuna 2.ª edição sobre uma operação policial no Morro do José Menino. Vanessa foi socorrida pelo cinegrafista Fernando Skillo e foi encaminhada até um hospital da região. |
| 4—5      | O SBT promove a 25.ª edição do Teleton, em prol da AACD. |
| 10       | Na RedeTV!, Luís Ernesto Lacombe deixa a bancada do RedeTV! News. |
| 11       | Na RedeTV!, Augusto Xavier reassume a bancada do RedeTV! News ao lado de Érica Reis, substituindo Luís Ernesto Lacombe. |
| 14       | A ESPN transmite a 52.ª edição do Prêmio Bola de Prata. |
| 15       | Na TV Cultura, Ana Paula Couto deixa a apresentação do Jornal da Cultura. |
| 17       | O Grupo Bandeirantes de Comunicação (Band e BandSports) adquire os direitos de transmissão da Fórmula E a partir da temporada 2022–23, substituindo a TV Cultura e o SporTV. |
| 17       | Em Niterói, Rio de Janeiro, os repórteres Erick Rianelli da TV Globo e Raoni Alves, do G1, foram agredidos pela ex-defensora pública Cláudia Alvarim Barrozo, julgada por crime de injúria racial contra dois entregadores em episódio ocorrido em 4 de maio de 2022, e por sua filha Ana Cláudia Barrozo Azevedo. As agressões ocorreram no momento em que Cláudia deixava o Fórum de Niterói, local do julgamento. Ao perceber que ambas estavam sendo filmadas, Ana Cláudia acertou Erick com um tapa que feriu seu rosto e quebrou seus óculos e o celular que o repórter usava para a reportagem. |
| 18       | Um incêndio de grandes proporções destruiu parte de uma cidade cenográfica da telenovela Todas as Flores, nos Estúdios Globo, no Rio de Janeiro. Em nota, a TV Globo informou que as causas do incêndio serão apuradas internamente e que as chamas foram controladas pelo Corpo de Bombeiros e pela brigada de incêndio da empresa, não havendo vítimas naquele momento, além de que as gravações da trama não serão afetadas, uma vez que a parte interna do cenário danificado é reproduzida em estúdio, e isso não prejudica o andamento da história. |
| 19       | O Grupo Globo (TV Globo, SporTV e Globoplay) renova os direitos de transmissão de torneios de futebol ligados a FIFA, o que inclui a Copa do Mundo, Copa do Mundo de Futebol Feminino e outros torneios de base, para o quadriênio 2023-2026, mas sem a cláusula de exclusividade em suas mídias, que era mantida desde 2018. |
| 20—18/12 | A TV Globo, SporTV, Globoplay e o CazéTV realizam a cobertura da Copa do Mundo FIFA de 2022. |
| 21       | Na CNN Brasil, Renata Afonso deixa o cargo de CEO da emissora. |
| 22       | A Band adquire os direitos de transmissão dos desfiles das escolas de samba da Série Ouro no Rio de Janeiro para o ano de 2023, substituindo a TV Globo. |
| 26—27    | O Multishow transmite o festival Afropunk Bahia. A TV Globo exibiu compactos do evento. |
| 30       | Na CNN Brasil, Stephanie Alves deixa a apresentação do CNN Novo Dia. |

### Dezembro
| Data | Evento |
| ---- | --- |
| 1.º  | Alegando uma reestruturação financeira, a CNN Brasil demite cerca de 120 funcionários nas suas filiais em São Paulo, Brasília e Rio de Janeiro, esta última por sua vez, tendo as operações encerradas. As demissões tem impacto direto na programação, resultando na saída de apresentadores como Marcela Rahal (Live CNN Brasil), Sidney Rezende (Visão CNN), Monalisa Perrone (Jornal da CNN), Gloria Vanique (CNN Nosso Mundo) e Isabella Faria, comentaristas como Boris Casoy, Fernando Molica, Alexandre Borges e Kenzô Machida, e o cancelamento de programas, em especial atrações sob o selo CNN Soft.                                                                                     |
| 4    | Na TV Globo, durante a exibição do quadro "Quem Quer Ser um Milionário?" no Domingão com Huck, o apresentador Luciano Huck questionou um dos participantes do game show com a pergunta "Qual dessas frases foi dita por George Floyd antes de ser assassinado em 2020 e virou grito de protesto contra o racismo?". A questão gerou reações negativas dos telespectadores na internet por utilizar um fato delicado como forma de entretenimento. Em resposta, Huck se desculpou publicamente em suas redes sociais dois dias após o episódio, afirmando não ter tido acesso prévio as perguntas que são formuladas no quadro, e voltou a faze-lo na edição seguinte do programa, em 11 de dezembro. |
| 4    | Na RecordTV, o Domingo Espetacular ganha novo cenário, vinheta de abertura e grafismos. |
| 10   | Após longa batalha judicial com o Grupo Bandeirantes de Comunicação, a Igreja Universal do Reino de Deus rompe o contrato de arrendamento de 22 horas da programação da Rede 21 iniciado em 2013, alegando que a emissora descumpriu cláusulas contratuais. Com o fim do arrendamento, a programação da TV Universal que era exibida pela Rede 21 foi substituída por uma retransmissão simultânea do Canal Empreender. |
| 12   | As principais redes de televisão e canais de notícias do Brasil realizam a cobertura da diplomação do presidente eleito Luiz Inácio Lula da Silva, ao vivo de Brasília, Distrito Federal. |
| 12   | A sede da TV Antares, afiliada da TV Brasil em Teresina, Piauí, é assaltada por uma dupla de criminosos. Os assaltantes estavam disfarçados com uniformes de uma empresa de refrigeração, e aproveitando-se da falta de segurança, invadiram o local e fizeram cerca de 15 funcionários de reféns, levando pertences e equipamentos da emissora. Horas depois do crime, os criminosos foram capturados pela polícia e parte do roubo foi recuperada. |
| 19   | A TV Vale, afiliada da RecordTV em Tangará da Serra, Mato Grosso, demite o apresentador do programa Cidade Agora, Lucas Ferraz, após ele agredir a sua esposa em público durante uma confraternização de fim de ano da emissora dois dias antes. |
| 20   | A Band adquire os direitos de transmissão em TV aberta do Campeonato Carioca de Futebol com a FERJ pelo triênio 2023-2025, substituindo a RecordTV. Com a aquisição, a Band volta a transmitir o torneio pela primeira vez desde 2016. |
| 24   | Na RedeTV!, Érica Reis deixa a apresentação do RedeTV! News. A apresentadora viria a pedir demissão da emissora em 16 de janeiro de 2023. |
| 25   | A TV Globo exibe no Domingão com Huck a 26.ª edição do Melhores do Ano. |
| 29   | A maior parte das redes de televisão e canais de notícias do Brasil, cancelam ou alteram parte de suas programações regulares para providenciar cobertura jornalística sobre a morte do ex-futebolista Pelé e sua repercussão. |
| 31   | A TV Gazeta e a TV Globo exibem a 97.ª edição da Corrida Internacional de São Silvestre. |
| 31   | As principais emissoras de TV do Brasil transmitem o sorteio da Mega da Virada. |
| 31   | As emissoras de TV realizam a cobertura dos festejos do Ano Novo, sendo que: - A TV Globo exibe o Show da Virada, com a cobertura do réveillon de Copacabana, além de flashes ao vivo da queima de fogos em São Paulo, Belo Horizonte e Brasília. Algumas afiliadas e filiais pelo Brasil transmitem flashes cobrindo as festas em suas respectivas localidades. - A Band exibe o Festival Virada - Salvador. - A GloboNews transmite o réveillon de Copacabana. |

## Programas

### Janeiro
- 2 de janeiro
  - Termina Instinto Fotográfico na TV Cultura.[207]
  - Termina a 7.ª temporada de Chicago Fire: Heróis contra o Fogo na RecordTV.
- 3 de janeiro
  - Reestreia A Casa das Sete Mulheres no Viva.[208]
  - Estreia Hatfields & McCoys na Band.[209]
  - Estreia da 3.ª temporada de Aeroporto na RecordTV.[210]
  - Estreia da 8.ª temporada de Chicago Fire: Heróis contra o Fogo na RecordTV.
- 5 de janeiro — Estreia da 1.ª temporada de Quilos Mortais na RecordTV.[211][210]
- 6 de janeiro — Estreia da temporada 2022 do Repórter Record Investigação na RecordTV.[210]
- 8 de janeiro
  - Reestreia Dercy de Verdade no Viva.[212]
  - Estreia da 2.ª temporada de Mestres da Sabotagem no SBT.[213]
- 11 de janeiro — Termina Os Dez Mandamentos na TV Brasil.[214]
- 12 de janeiro — Estreia A Escrava Isaura na TV Brasil.[214]
- 13 de janeiro — Termina a 1.ª temporada de Linha de Combate na Band.
- 14 de janeiro
  - Termina Nazaré na Band.
  - Termina Hatfields & McCoys na Band.[209]
  - Termina Band Notícias na Band.
  - Termina Festival Ano Novo na TV Globo.
- 16 de janeiro — Estreia Amazônia: Entre a Vida e a Morte na TV Cultura.[215]
- 17 de janeiro
  - Estreia Se Nos Deixam no SBT.[216]
  - Estreia Faustão na Band na Band.[217][218]
  - Estreia da 22.ª temporada do Big Brother Brasil na TV Globo.[219]
  - Estreia 1001 Perguntas na Band.[220][210]
- 20 de janeiro — Estreia da 3.ª temporada de Lady Night na TV Globo.[221]
- 21 de janeiro
  - Revista da Manhã volta a se chamar Revista da Cidade na TV Gazeta.
  - Termina Cozinha Amiga na TV Gazeta.[222]
  - Termina Fofoca Aí na TV Gazeta.[222]
  - Estreia da 2.ª temporada de S.W.A.T. na Sessão Globoplay na TV Globo.[223]
  - Termina a 8.ª temporada do The Noite com Danilo Gentili no SBT.
- 22 de janeiro
  - Reestreia Esporte Record na RecordTV.[224]
  - Estreia Segunda Dama no Viva.[225]
- 23 de janeiro — Estreia da 2.ª temporada de The Masked Singer Brasil na TV Globo.[226]
- 24 de janeiro — Reestreia Esporte Record News na Record News.[227]
- 26 de janeiro
  - Termina Te Dou a Vida no SBT.[228]
  - Estreia Cinema do Líder na TV Globo.[229]
- 28 de janeiro
  - Termina Vem pra Cá no SBT.[230]
  - Termina a 22.ª temporada de Malhação na TV Globo.[231]
  - Estreia Happy Hour no GNT.[232]
- 29 de janeiro
  - Termina Dercy de Verdade no Viva.[212]
  - Termina Paraíso Tropical no Viva.[233]
- 30 de janeiro — Estreia da 2.ª temporada do The Voice + na TV Globo.[234]
- 31 de janeiro
  - Estreia Alma Gêmea no Viva.[233]
  - Termina a 8.ª temporada de Chicago Fire: Heróis contra o Fogo na RecordTV.

### Fevereiro
- 1.º de fevereiro — Termina a 8.ª temporada de Vai que Cola na TV Globo.
- 3 de fevereiro — Reestreia da 6.ª temporada de Chicago P.D.: Distrito 21 na RecordTV.
- 4 de fevereiro — Termina Nos Tempos do Imperador na TV Globo.[235]
- 5 de fevereiro — Estreia O Canto da Sereia no Viva.[236]
- 6 de fevereiro
  - Termina Amazônia: Entre a Vida e a Morte na TV Cultura.[215]
  - A RecordTV exibe o especial A Bíblia: O Livro Perseguido.[237]
- 7 de fevereiro — Estreia Além da Ilusão na TV Globo.[235]
- 12 de fevereiro
  - Termina Duelo de Mães na Band.[238]
  - Termina a 2.ª temporada de Mestres da Sabotagem no SBT.[33]
- 13 de fevereiro — Termina Libertárixs na TV Cultura.[239]
- 15 de fevereiro — Estreia da temporada 2022 do Profissão Repórter na TV Globo.[240]
- 16 de fevereiro — Reestreia Legião Estrangeira na TV Cultura.[241]
- 19 de fevereiro
  - Esquadrão da Moda tem a sua exibição retomada no SBT.[33]
  - A TV Globo exibe no Corujão o filme A Suprema Felicidade, em homenagem ao cineasta Arnaldo Jabor que faleceu quatro dias antes.[242]
- 20 de fevereiro — Termina Cinema de Graça no SBT.[243]
- 25 de fevereiro — Termina a 16.ª temporada de Malhação no Viva.[244]
- 26 de fevereiro
  - Termina Como Será? na TV Globo.[245]
  - Termina Sonho Meu no Viva.[233]
  - Termina O Canto da Sereia no Viva.
- 28 de fevereiro
  - Estreia O Beijo do Vampiro no Viva.[233]
  - Reestreia Chamas da Vida na RecordTV.[246]
  - Estreia da 17.ª temporada de Malhação no Viva.[244]

### Março
- 2 de março
  - Estreia Giro Econômico na TV Cultura.[247]
  - Termina a 6.ª temporada de Chicago P.D.: Distrito 21 na RecordTV.
- 3 de março — Reestreia da 7.ª temporada de Chicago P.D.: Distrito 21 na RecordTV.
- 4 de março
  - Termina Cidadão Brasileiro na Rede Família.[248]
  - Termina Dona Xepa na Rede Família.[248]
  - Estreia da temporada 2022 do Globo Repórter na TV Globo.[249]
- 5 de março
  - Reestreia O Auto da Compadecida no Viva.[250]
  - Estreia da 2.ª temporada de Bake Off Brasil: Celebridades no SBT.[251]
- 7 de março
  - Termina Prova de Amor na RecordTV.
  - Estreia Os Dez Mandamentos na Rede Família.[248]
  - Estreia A Escrava Isaura na Rede Família.[248]
  - Estreia da 9.ª temporada do The Noite com Danilo Gentili no SBT.[49]
  - Estreia da 6.ª temporada de Conversa com Bial na TV Globo.[252]
- 14 de março
  - Termina A Casa das Sete Mulheres no Viva.[253]
  - Estreia Fale Mais Sobre Isso, Iozzi no Canal Brasil.[254]
- 15 de março — Reestreia Presença de Anita no Viva.[253]
- 18 de março — Estreia da 6.ª temporada de Greg News na HBO Brasil.[255]
- 19 de março — Termina Segunda Dama no Viva.
- 20 de março — A RecordTV exibe o especial Antes de Reis: A Era dos Juízes.[256]
- 21 de março
  - Estreia Poliana Moça no SBT.[257]
  - A Band exibe o especial Diário de Guerra.[258]
  - Termina a 7.ª temporada de Chicago P.D.: Distrito 21 na RecordTV.
- 22 de março — Estreia da 1.ª temporada de Reis na RecordTV.[259]
- 24 de março — Reestreia da 4.ª temporada de Chicago Med: Atendimento de Emergência na RecordTV.
- 25 de março
  - Termina Um Lugar ao Sol na TV Globo.[260]
  - Termina A Bíblia na RecordTV.[261]
  - Termina Opinião no Ar na RedeTV!.[262]
- 26 de março
  - Caldeirão passa a se chamar Caldeirão com Mion na TV Globo.[263]
  - Reestreia Ó Pai, Ó no Viva.
  - Termina O Auto da Compadecida no Viva.
- 28 de março
  - Estreia Pantanal na TV Globo.[260]
  - Reestreia Jesus na RecordTV.[261]
- 29 de março — Estreia da 4.ª temporada de Que História É Essa, Porchat? no GNT.[264]
- 31 de março — Estreia Cook Island: Ilha do Sabor no GNT.[265]

### Abril
- 1.º de abril
  - Termina Bom Dia & Cia no SBT.[266]
  - Termina a 2.ª temporada de Malhação no Viva.[244]
- 2 de abril — Estreia da 2.ª temporada de Matéria Prima na TV Cultura.[267]
- 3 de abril — Termina a 2.ª temporada do The Voice + na TV Globo.[268]
- 4 de abril
  - Reestreia Quem Não Viu, Vai Ver no SBT.[266]
  - Estreia CNN Money na CNN Brasil.[63]
  - Estreia da 3.ª temporada de Malhação no Viva.[244]
- 5 de abril — Termina Presença de Anita no Viva.
- 6 de abril
  - Reestreia Chiquinha Gonzaga no Viva.[269]
  - Estreia da 4.ª temporada de Que História É Essa, Porchat? na TV Globo.[264]
- 10 de abril
  - Estreia da 4.ª temporada de Canta Comigo na RecordTV.[270]
  - Estreia Projeto Upload na CNN Brasil.[271]
- 12 de abril — Estreia Carnaval da Sabrina no GNT.[272]
- 21 de abril — Termina a 4.ª temporada de Chicago Med: Atendimento de Emergência na RecordTV.
- 22 de abril
  - Termina Termina Happy Hour no GNT.[273]
  - Termina a 1.ª temporada de Reis na Record.
- 23 de abril
  - Termina Ó Pai, Ó no Viva.
  - Reestreia da 5.ª temporada de Chicago Med: Atendimento de Emergência na RecordTV.
  - Termina Em Foco com Andréia Sadi na GloboNews.[274]
- 24 de abril
  - Termina a 2.ª temporada de The Masked Singer Brasil na TV Globo.[275]
  - A RecordTV exibe o especial Saul: O Primeiro Rei de Israel.[276]
  - Termina Cinema de Graça no SBT.
- 25 de abril
  - Termina a 3.ª temporada de Aeroporto na Record.
  - Estreia da 2.ª temporada de Reis na Record.[277]
- 26 de abril — Termina a 22.ª temporada do Big Brother Brasil na TV Globo.[278]
- 27 de abril
  - Estreia Túnel do Amor no Multishow.[279]
  - Termina a 1.ª temporada de Quilos Mortais na RecordTV.
- 28 de abril
  - A TV Globo exibe o especial BBB 22 - Dia 101.[278]
  - Termina a temporada 2022 do Repórter Record Investigação na RecordTV.[280]
- 30 de abril
  - Estreia da 3.ª temporada do Big Brother Brasil no Viva.[281]
  - Termina a 2.ª temporada de Bake Off Brasil: Celebridades no SBT.[282]

### Maio
- 1.º de maio
  - Estreia da 7.ª temporada do The Voice Kids na TV Globo.[283]
  - Estreia Sessão Meia Noite no SBT.
- 2 de maio
  - Estreia Bom Dia Você na RedeTV!.[284]
  - Estreia News 19 Horas na Record News.[285]
  - Estreia da 6.ª temporada de Power Couple na RecordTV.[286]
- 3 de maio
  - Estreia Conexão Record News na Record News.[285]
  - Estreia da 6.ª temporada de No Limite na TV Globo.[278]
  - Estreia Avisa Lá Que Eu Vou no GNT.[287]
  - Termina Carnaval da Sabrina no GNT.[272]
- 5 de maio — Estreia da 6.ª temporada de Shark Tank Brasil na RedeTV!.[288]
- 6 de maio
  - Estreia Desapegue Se For Capaz no GNT.[289]
  - O SBT exibe o especial Nossas Mães.[290]
- 7 de maio
  - O SBT exibe o especial A Pracinha.[291]
  - A TV Cultura exibe o especial Eu, a Viola e Deus.[292]
  - Estreia da 3.ª temporada de Cozinhe se Puder no SBT.[293]
- 9 de maio — Estreia Os Imigrantes na TV Brasil.[294]
- 13 de maio
  - Termina Se Nos Deixam no SBT.[295]
  - Termina Amor com Amor Se Paga no Viva.
- 14 de maio
  - Estreia Operação Cupido na RedeTV!.[296]
  - Estreia O Bem-Amado no Viva.[297]
  - A TV Globo exibe no Supercine o filme 2 Filhos de Francisco, em homenagem ao cineasta Breno Silveira que faleceu no mesmo dia.[298]
- 16 de maio
  - Estreia da 2.ª temporada de Paixões de Gavilanes no SBT.[299]
  - Estreia Pão-Pão, Beijo-Beijo no Viva.[300]
  - Reestreia A Favorita no Vale a Pena Ver de Novo na TV Globo.[301]
  - Termina Jesus na RecordTV.[302]
- 17 de maio
  - Reestreia Amor sem Igual na RecordTV.[302]
  - Estreia da 9.ª temporada de MasterChef na Band.[303]
- 19 de maio — Estreia da 2.ª temporada de Linha de Combate na Band.[304]
- 20 de maio — Termina O Clone no Vale a Pena Ver de Novo na TV Globo.[301]
- 22 de maio — Estreia Olhares Brasileiros na CNN Brasil.[305]
- 24 de maio — Termina a 2.ª temporada de Paixões de Gavilanes no SBT.[306]
- 26 de maio — Estreia Preto no Branco na BandNews TV.[307]
- 27 de maio
  - Termina Chiquinha Gonzaga no Viva.[308]
  - Termina Quanto Mais Vida, Melhor! na TV Globo.[309]
  - Estreia Relatos do Front – A Outra Face do Cartão Postal no Canal Brasil.[310]
  - A TV Globo e o Multishow exibem o especial Ivete 50 Anos.[311]
- 30 de maio
  - Reestreia O Quinto dos Infernos no Viva.[308]
  - Estreia Cara e Coragem na TV Globo.[309]
  - Estreia da 1.ª temporada de Família Paraíso no Multishow.[312]
  - Termina a 5.ª temporada de Chicago Med: Atendimento de Emergência na RecordTV.
  - Estreia a Sessão Comédia na Madruga, com a 1.ª temporada de Vai que Cola na TV Globo.[313]
- 31 de maio
  - A TV Globo reexibe na Sessão da Tarde o especial Juntos a Magia Acontece, em homenagem ao ator Milton Gonçalves que faleceu no dia anterior.[314]
  - Estreia da 6.ª temporada de Chicago Med: Atendimento de Emergência na RecordTV.

### Junho
- 1.º de junho — A TV Globo exibe o especial Chitãozinho & Xororó: 50 Anos de História.[315]
- 2 de junho — Termina a 3.ª temporada de Lady Night na TV Globo.[316]
- 4 de junho — Termina O Bem-Amado no Viva.[317]
- 6 de junho
  - Estreia Esta Manhã na TV Cultura.[318]
  - Reestreia Cuidado com o Anjo no SBT.[319]
  - Termina a 2.ª temporada de Reis na RecordTV.[320]
  - Termina Fale Mais Sobre Isso, Iozzi no Canal Brasil.[254]
  - Estreia PopVerso na CNN Brasil.[321]
- 7 de junho — Estreia Todas as Garotas em Mim na RecordTV.[320]
- 9 de junho
  - Estreia Let's Dance na MTV.[322]
  - Estreia da 4.ª temporada de The Good Doctor na TV Globo.[323]
- 11 de junho
  - Estreia Hiperconectado na TV Cultura.[324]
  - Estreia Gonzaga: de Pai pra Filho no Viva.[317]
- 14 de junho — Termina Mar de Amor no SBT.[325]
- 17 de junho
  - Termina Relatos do Front – A Outra Face do Cartão Postal no Canal Brasil.[310]
  - Termina a 2.ª temporada de S.W.A.T. na Sessão Globoplay na TV Globo.
- 24 de junho — Estreia da 1.ª temporada de The Equalizer: A Protetora na Sessão Globoplay na TV Globo.[326]
- 25 de junho — Estreia Crimes de Paixão no SBT.[327]
- 26 de junho — Termina a 4.ª temporada de Canta Comigo na RecordTV.
- 29 de junho — A TV Globo exibe o especial LED - Luz na Educação.[328]

### Julho
- 2 de julho
  - Termina Crimes de Paixão no SBT.
  - Termina Gonzaga: de Pai pra Filho no Viva.
- 3 de julho — Estreia da 3.ª temporada de Canta Comigo Teen na RecordTV.[329]
- 4 de julho
  - Encontro com Fátima Bernardes passa a se chamar Encontro com Patrícia Poeta na TV Globo.[330]
  - Estreia A Desalmada no SBT.[331]
  - Estreia Comediantes Que Amamos no Viva.[332]
  - Estreia da 3.ª temporada de Se Sobreviver, Case! no Multishow.[333]
- 6 de julho — Termina a 6.ª temporada de Chicago Med: Atendimento de Emergência na RecordTV.
- 7 de julho — Termina a 6.ª temporada de No Limite na TV Globo.[334]
- 8 de julho — Termina Desapegue Se For Capaz no GNT.[335]
- 9 de julho
  - Estreia Cake Boss na RedeTV!.[336]
  - Termina a 3.ª temporada do Big Brother Brasil no Viva.[337]
  - Reestreia Amor em Quatro Atos no Viva.
- 10 de julho
  - Estreia Breaking Bad na Band.[338]
  - Estreia da 9.ª temporada de Vai que Cola na TV Globo.[339]
  - Estreia da 8.ª temporada de Chicago P.D.: Distrito 21 na RecordTV.
- 12 de julho — Estreia Filhas de Eva na TV Globo.[340]
- 14 de julho — Termina a 6.ª temporada de Power Couple na RecordTV.[341]
- 16 de julho
  - Estreia da 4.ª temporada do Big Brother Brasil no Viva.[337]
  - Estreia De Papo com Amanda Françozo na TV Aparecida.[342]
  - Termina Páginas da Vida no Viva.
- 17 de julho — Termina a 7.ª temporada do The Voice Kids na TV Globo.[283]
- 18 de julho
  - Estreia da 2.ª temporada de Ilha Record na RecordTV.[343]
  - Estreia Caminho das Índias no Viva.[344]
- 19 de julho — Termina Amanhã É para Sempre no SBT.[345]
- 20 de julho — Estreia da 2.ª temporada de Jogo de Duplas no GNT.[346]
- 24 de julho — Estreia da 1.ª temporada de Pipoca da Ivete na TV Globo.[347]
- 25 de julho — Termina A Escrava Isaura na TV Brasil.[348]
- 26 de julho — Estreia A Terra Prometida na TV Brasil.[348]
- 27 de julho — Reestreia Cúmplices de Um Resgate no SBT.[349]
- 29 de julho — Termina a 3.ª temporada de Se Sobreviver, Case! no Multishow.
- 30 de julho
  - Termina Amor em Quatro Atos no Viva.[350]
  - Termina a 3.ª temporada de Cozinhe se Puder no SBT.[351]
- 31 de julho — Termina a 8.ª temporada de Chicago P.D.: Distrito 21 na RecordTV.

### Agosto
- 1.º de agosto — Estreia da 9.ª temporada de Chicago Fire: Heróis contra o Fogo na RecordTV.
- 2 de agosto
  - Termina O Quinto dos Infernos no Viva.
  - Termina Todas as Garotas em Mim na RecordTV.[352]
- 3 de agosto — Estreia O Canto Livre de Nara Leão no GNT.[353]
- 6 de agosto
  - O Viva exibe o especial Levando a Vida.[350]
  - Estreia da 8.ª temporada de Bake Off Brasil: Mão na Massa no SBT.[351]
- 7 de agosto — O Multishow exibe o especial Caetano 80 Anos.[354]
- 8 de agosto — Estreia da 2.ª temporada de Central de Bicos no Multishow.[355]
- 9 de agosto
  - Estreia Plantão sem Fim no Multishow.[356]
  - Estreia Desce pro Play na RedeTV!.[357]
- 10 de agosto
  - Estreia da 3.ª temporada de Reis na RecordTV.[352]
  - Termina Carinha de Anjo no SBT.[358]
  - A TV Globo exibe o Som Brasil Apresenta: Meu Nome é Thiago André.[359]
- 12 de agosto — O SBT exibe o especial Nossos Pais.[351]
- 13 de agosto
  - Termina Operação Cupido na RedeTV!.
  - Estreia O Tempo e o Vento no Viva.[350]
- 14 de agosto — A TV Cultura exibe o especial Hi-Merimã – Vestígios de Um Povo Isolado.[360]
- 15 de agosto — Estreia GloboNews Mais na GloboNews.[361]
- 18 de agosto
  - Estreia da 2.ª temporada de Rolling Kitchen Brasil no GNT.[362]
  - Termina Filhas de Eva na TV Globo.
- 19 de agosto
  - Termina Além da Ilusão na TV Globo.[363]
  - Estreia Quem Salva Quem no GNT.[364]
- 20 de agosto — Termina a 13.ª temporada do Esquadrão da Moda no SBT.[365]
- 21 de agosto — A TV Globo reexibe um episódio de Sai de Baixo, "Filha da Mãe", exibido originalmente em 27 de outubro de 1996, em homenagem à atriz Cláudia Jimenez que faleceu no dia anterior.[366]
- 22 de agosto
  - Estreia Mar do Sertão na TV Globo.[363]
  - Estreia Mister Brau no Viva.[367]
- 23 de agosto — Estreia da 2.ª temporada de Cine Holliúdy na TV Globo.[368]
- 24 de agosto — Terminaa 9.ª temporada de Chicago Fire: Heróis contra o Fogo na RecordTV.
- 25 de agosto
  - Estreia da 2.ª temporada de Ilha de Ferro na TV Globo.[369]
  - Reestreia da 6.ª temporada de Chicago Med: Atendimento de Emergência na RecordTV.
- 26 de agosto — Termina a 1.ª temporada de The Equalizer: A Protetora na Sessão Globoplay na TV Globo.
- 27 de agosto
  - Estreia da 4.ª temporada de Bake Off Brasil: A Cereja do Bolo no SBT.[365]
  - Termina O Tempo e o Vento no Viva.
- 28 de agosto — Estreia Selfie com Carla Prata na RedeTV!.[370]
- 30 de agosto — Estreia Negros em Foco na TV Cultura.[371]

### Setembro
- 2 de setembro — Estreia da 1.ª temporada de La Brea na Sessão Globoplay na TV Globo.[372]
- 3 de setembro — Estreia Nóis na Firma na Band.[373]
- 6 de setembro
  - Estreia Tá On no SporTV.[374]
  - Termina a 9.ª temporada de MasterChef na Band.[375]
- 7 de setembro
  - A TV Cultura exibe o especial Viva o Novo Museu do Ipiranga!.[376]
  - Estreia Independências na TV Cultura.[377]
  - A TV Globo exibe o especial 200 Anos de Independência – Ainda Tem Pendência?.[378]
- 8 de setembro — Termina a 2.ª temporada de Ilha Record na RecordTV.[379]
- 10 de setembro — Estreia Warner Play na Band.[380]
- 12 de setembro — Estreia Repórter SBT no SBT.[381]
- 13 de setembro
  - Estreia da 14.ª temporada de A Fazenda na RecordTV.[382]
  - Estreia da 4.ª temporada de MasterChef Profissionais na Band.[383]
- 16 de setembro — Termina Bom Dia Você na RedeTV!.[384]
- 18 de setembro — Termina a 3.ª temporada de Canta Comigo Teen na RecordTV.[385]
- 20 de setembro — Estreia A Vida é Irada, Vamos Curtir! no Canal Off.[386]
- 22 de setembro
  - Estreia Self-Made Brasil no Sony Channel.[387]
  - Termina a 4.ª temporada de The Good Doctor na TV Globo.[372]
- 26 de setembro
  - Reestreia Chocolate com Pimenta na TV Globo.[388]
  - Estreia da 1.ª temporada de Manhãs de Setembro na Band.[389]
- 30 de setembro
  - Termina Você na TV na RedeTV!.[390]
  - Termina O Cravo e a Rosa na TV Globo.[388]
  - Termina a 1.ª temporada de Manhãs de Setembro na Band.[389]

### Outubro
- 1.º de outubro
  - Termina a 4.ª temporada do Big Brother Brasil no Viva.
  - Reestreia Dalva e Herivelto: Uma Canção de Amor no Viva.
- 2 de outubro
  - Termina a 1.ª temporada de Pipoca da Ivete na TV Globo.[347]
  - A TV Globo exibe no Domingo Maior o filme 10 Segundos para Vencer, em homenagem ao pugilista Éder Jofre que faleceu no mesmo dia.[391]
- 3 de outubro
  - Estreia Manhã do Ronnie na RedeTV!.[392]
  - Estreia Vencer o Desamor no SBT.[393]
- 4 de outubro — Estreia Verdades Secretas II na TV Globo.[394]
- 5 de outubro — Termina a 6.ª temporada de Chicago Med: Atendimento de Emergência na RecordTV.
- 7 de outubro — Termina Pantanal na TV Globo.[395]
- 9 de outubro
  - A TV Globo exibe o especial Ivete e os Mascarados.[396]
  - Reestreia da 8.ª temporada de Chicago P.D.: Distrito 21 na RecordTV.
- 10 de outubro — Estreia Travessia na TV Globo.[395][397]
- 12 de outubro — A TV Cultura exibe o especial Rodinha Viva.[398]
- 14 de outubro — Termina Chamas da Vida na RecordTV.[399]
- 16 de outubro — Estreia da 1.ª temporada de Família Paraíso na TV Globo.[400]
- 17 de outubro — Reestreia Os Dez Mandamentos na RecordTV.[401]
- 22 de outubro — Termina Alma Gêmea no Viva.[402]
- 24 de outubro
  - Estreia Força de um Desejo no Viva.[402]
  - Termina A Desalmada no SBT.[403]
  - Estreia Like de Milhões no Multishow.[404]
- 28 de outubro — Termina A Escrava Isaura na Rede Família.
- 29 de outubro — Termina Dalva e Herivelto: Uma Canção de Amor no Viva.[405]
- 31 de outubro
  - Estreia CNN Mercado na CNN Brasil.[406]
  - Estreia Valor da Vida na Band.[407]

### Novembro
- 2 de novembro — Termina a 4.ª temporada de Que História É Essa, Porchat? na TV Globo.[372]
- 5 de novembro
  - Termina O Beijo do Vampiro no Viva.[408]
  - Estreia Serra Pelada: A Saga do Ouro no Viva.[405]
- 7 de novembro
  - Estreia Coração de Estudante no Viva.[408]
  - Reestreia O Rei do Gado no Vale a Pena Ver de Novo na TV Globo.[409]
  - Termina Bem, Amigos! no SporTV.[410]
- 8 de novembro
  - Termina a 2.ª temporada de Cine Holliúdy na TV Globo.[411]
  - Termina a 4.ª temporada de MasterChef Profissionais na Band.[412]
  - Termina a temporada 2022 do Profissão Repórter na TV Globo.
- 9 de novembro — A TV Globo exibe o Som Brasil Especial: Gal Costa.[413]
- 10 de novembro — Termina a 2.ª temporada de Ilha de Ferro na TV Globo.[369]
- 11 de novembro — Termina A Favorita no Vale a Pena Ver de Novo na TV Globo.[409]
- 12 de novembro
  - Estreia da 2.ª temporada de Seleção do Samba na TV Globo.[414]
  - A TV Globo reexibe no Supercine o especial Baby Gal, exibido originalmente em 16 de dezembro de 1983, em homenagem a cantora Gal Costa que faleceu três dias antes.[415]
- 14 de novembro — Estreia da 1.ª temporada de Caminhos com Abilio Diniz na CNN Brasil.[416]
- 15 de novembro
  - Estreia da 11.ª temporada do The Voice Brasil na TV Globo.[417]
  - Estreia MasterChef+ na Band.[418]
- 16 de novembro — Estreia da 1.ª temporada de This Is Us na TV Globo.[419]
- 17 de novembro
  - Termina Agora com Lacombe na RedeTV!.[174]
  - Termina a 8.ª temporada de Chicago P.D.: Distrito 21 na RecordTV.
- 18 de novembro
  - Chocolate com Pimenta tem a sua exibição suspensa na TV Globo.
  - A TV Globo e o GNT exibem o especial Vem que Tem na Globo.[420]
  - Termina a 1.ª temporada de Caminhos com Abilio Diniz na CNN Brasil.[416]
  - Termina Verdades Secretas II na TV Globo.[421]
- 20 de novembro — Reestreia da 9.ª temporada de Chicago Fire: Heróis contra o Fogo na RecordTV.
- 22 de novembro — A TV Globo exibe o Som Brasil Especial: Erasmo Carlos.[422]
- 25 de novembro — Termina a 6.ª temporada de Greg News na HBO Brasil.[255]
- 26 de novembro
  - Termina Pão-Pão, Beijo-Beijo no Viva.[408]
  - Termina Serra Pelada: A Saga do Ouro no Viva.
- 28 de novembro — Estreia Bambolê no Viva.[408]
- 29 de novembro — Chocolate com Pimenta tem a sua exibição retomada na TV Globo.
- 30 de novembro
  - Termina Expresso CNN na CNN Brasil.[423]
  - Termina Jornal da CNN na CNN Brasil.[423]

### Dezembro
- 1.º de dezembro — Estreia CNN Arena na CNN Brasil.[423]
- 2 de dezembro — Termina a 17.ª temporada de Malhação no Viva.[424]
- 3 de dezembro — Termina CNN Sábado na CNN Brasil.[425]
- 4 de dezembro — Termina CNN Domingo na CNN Brasil.[425]
- 5 de dezembro
  - Estreia da 18.ª temporada de Malhação no Viva.[424]
  - Termina a 5.ª temporada de Reis na RecordTV.[426]
- 6 de dezembro — Reestreia Jesus na RecordTV.[426]
- 7 de dezembro — Reestreia A Dona no SBT.[427]
- 8 de dezembro — O GNT exibe o especial Ceia Sato.[428]
- 9 de dezembro — Estreia Orquestra André Rieu no SBT.[429]
- 11 de dezembro — Termina Sessão Meia-Noite no SBT.[430]
- 13 de dezembro — Termina MasterChef+ na Band.[431]
- 15 de dezembro — Termina a 14.ª temporada de A Fazenda na RecordTV.[432]
- 16 de dezembro
  - Termina Os Imigrantes na TV Brasil.[433]
  - Termina a temporada 2022 do Globo Repórter na TV Globo.[434]
  - Termina a 6.ª temporada de Conversa com Bial na TV Globo.[252]
- 17 de dezembro
  - Termina a 8.ª temporada de Bake Off Brasil: Mão na Massa no SBT.[435]
  - Termina a 9.ª temporada de Chicago Fire: Heróis contra o Fogo na RecordTV.
  - Termina a 2.ª temporada de Seleção do Samba na TV Globo.[436]
- 18 de dezembro
  - Reestreia Crimes de Paixão no SBT.[430]
  - Reestreia da 6.ª temporada de Chicago Med: Atendimento de Emergência na RecordTV.
- 19 de dezembro — A RecordTV exibe o especial Top 3 - A Fazenda.[432]
- 20 de dezembro
  - Termina Cuidado com o Anjo no SBT.[437]
  - Estreia da 2.ª temporada de MasterChef Júnior na Band.[438]
  - A RecordTV exibe a primeira parte do especial Família Record.[432]
- 21 de dezembro — A RecordTV exibe a segunda parte do especial Família Record.[432]
- 22 de dezembro — A RecordTV exibe a Retrospectiva dos Famosos 2022.[432]
- 23 de dezembro
  - A TV Globo exibe o especial Roberto Carlos: Como é Grande o Meu Amor Por Você.[439]
  - Termina a 9.ª temporada do The Noite com Danilo Gentili no SBT.
- 24 de dezembro
  - A TV Cultura exibe o especial Jornal da Cultura - Retrospectiva.[440]
  - A Band exibe o especial Feliz Natal na Band.[441]
  - A TV Cultura exibe o especial Floresta do Rio Doce - Berçário das Águas.[440]
- 25 de dezembro
  - Termina a 1.ª temporada de Família Paraíso na TV Globo.[400]
  - A Band exibe o especial Brasil, 50 Anos de Emoção.[442]
- 26 de dezembro
  - A TV Globo exibe o Som Brasil Apresenta: Luan Santana 15 Anos de Carreira.[443][205]
  - A RecordTV exibe a retrospectiva Cidade Alerta: Grandes Casos.[432]
- 27 de dezembro
  - A RecordTV exibe o especial Paredão dos Famosos.[432]
  - O SBT exibe a sua Retrospectiva 2022.[444]
- 28 de dezembro
  - A RecordTV exibe o especial Ariana Grande Live in London.[432]
  - A Band exibe a sua Retrospectiva 2022.[445]
- 29 de dezembro
  - Termina a 11.ª temporada do The Voice Brasil na TV Globo.[417][205]
  - Termina a 2.ª temporada de MasterChef Júnior na Band.[438]
  - A RecordTV exibe a sua Retrospectiva 2022.[432]
- 30 de dezembro — A TV Globo exibe a sua Retrospectiva 2022.[446][205]
- 31 de dezembro
  - Termina Matéria Prima na TV Cultura.[447]
  - Termina Nóis na Firma na Band.
  - A Band exibe o filme Reviva – A Espera do Milésimo, em homenagem ao futebolista Pelé que faleceu dois dias antes.[448]
  - A TV Cultura exibe o especial Jornal da Cultura - Perspectiva.[440]
  - A RecordTV exibe o Canta Comigo Especial.[432]

### Lançamentos viaplataforma sob demanda
- 7 de janeiro — Estreia O Canto Livre de Nara Leão no Globoplay.[449]
- 20 de janeiro — Estreia Onda Boa com Ivete na HBO Max.[450]
- 21 de janeiro — Estreia Temporada de Verão na Netflix.[451]
- 27 de janeiro — Estreia O Caso Celso Daniel no Globoplay.[452]
- 9 de fevereiro — Estreia Ideias à Venda na Netflix.[453]
- 18 de fevereiro — Estreia Lov3 no Prime Video.[454]
- 25 de fevereiro — Estreia da 1.ª temporada de De Volta aos 15 na Netflix.[455]
- 2 de março — Estreia Domingão com Huck: A História da História no Globoplay.[456]
- 4 de março — Estreia Elza & Mané - Amor em Linhas Tortas no Globoplay.[457]
- 6 de março — Estreia As Seguidoras no Paramount+.[458]
- 11 de março — Estreia 2022 na HBO Max.[459]
- 16 de março — Estreia 3 Tonelada$: Assalto ao Banco Central na Netflix.[460]
- 24 de março — Estreia Queen Stars Brasil na HBO Max.[461]
- 13 de abril — Estreia A Sogra que te Pariu na Netflix.[462]
- 15 de abril — Estreia Sentença no Prime Video.[463]
- 28 de abril — Estreia da 2.ª temporada de Desalma no Globoplay.[464]
- 11 de maio — Estreia da 2.ª temporada de Irmandade na Netflix.[465]
- 25 de maio — Estreia da 1.ª temporada de Tudo Igual... SQN no Disney+.[466]
- 26 de maio — Estreia Casão - Num Jogo Sem Regras no Globoplay.[467]
- 2 de junho — Estreia da 5.ª temporada de Sob Pressão no Globoplay.[468]
- 9 de junho — Estreia A Ponte: The Bridge Brasil na HBO Max.[469]
- 15 de junho — Estreia Maldivas na Netflix.[470]
- 21 de junho — Estreia Theodosia no Globoplay.[471]
- 28 de junho — Estreia Os 20 Dias de Lázaro no PlayPlus.[472]
- 13 de julho — Estreia da 3.ª temporada de Sintonia na Netflix.[473]
- 21 de julho
  - Estreia Turma da Mônica - A Série no Globoplay.[474]
  - Estreia Pacto Brutal - O Assassinato de Daniella Perez na HBO Max.[475]
  - Estreia Adriano, Imperador no Paramount+.[476]
- 3 de agosto — Estreia Rock in Rio – A História no Globoplay.[477]
- 3 de agosto — Estreia da 2.ª temporada de Bom Dia, Verônica na Netflix.[478]
- 4 de agosto — Estreia da 1.ª temporada de Rensga Hits! no Globoplay.[479]
- 10 de agosto
  - Estreia Iron Chef: Brasil na Netflix.[480]
  - Estreia Não Foi Minha Culpa no Star+.[481]
- 17 de agosto — Estreia Nada Suspeitos na Netflix.[482]
- 24 de agosto — Estreia Queer Eye Brasil na Netflix.[483]
- 25 de agosto — Estreia da 2.ª temporada de Arcanjo Renegado no Globoplay.[484]
- 1.º de setembro — Estreia Hebe, Um Brinde à Vida no Globoplay.[485]
- 16 de setembro — Estreia de Santo na Netflix.[486]
- 21 de setembro — Estreia Só Se For Por Amor na Netflix.[487]
- 22 de setembro — Estreia Rota 66 - A Polícia que Mata no Globoplay.[488]
- 23 de setembro — Estreia da 2.ª temporada de Manhãs de Setembro no Prime Video.[489]
- 28 de setembro
  - Estreia da 1.ª temporada de O Coro: Sucesso, Aqui Vou Eu no Disney+.[490]
  - Estreia Vale Tudo com Tim Maia no Globoplay.[491]
  - Estreia da 2.ª temporada de Brincando com Fogo: Brasil na Netflix.[492]
- 12 de outubro — Estreia O Menino Maluquinho na Netflix.[493]
- 19 de outubro
  - Estreia Todas as Flores no Globoplay.[494]
  - Estreia da 1.ª temporada de O Rei da TV no Star+.[495]
- 21 de outubro — Estreia Ronaldo, o Fenômeno no Globoplay.[496]
- 4 de novembro — Estreia Flordelis: Questiona ou Adora no Globoplay.[497]
- 10 de novembro — Estreia Escola Base - Um Repórter Enfrenta o Passado no Globoplay.[498]
- 13 de novembro — Estreia No Mundo da Luna na HBO Max.[499]
- 16 de novembro — Estreia Racionais: Das Ruas de São Paulo pro Mundo na Netflix.[500]
- 18 de novembro — Estreia Encantado's no Globoplay.[501]
- 24 de novembro — Estreia Vou Viver de HQ no Globoplay.[502]
- 2 de dezembro — Estreia da 2.ª temporada de LOL: Se Rir, Já Era! no Prime Video.[503]
- 6 de dezembro — Estreia Gabriel Monteiro – Herói Fake no Globoplay.[504]
- 8 de dezembro — Estreia Flordelis: Em Nome da Mãe na HBO Max.[505]
- 9 de dezembro — Estreia Os Caminhos de Jesus no Globoplay.[506]
- 25 de dezembro — Estreia O Cangaceiro do Futuro na Netflix.[507]
- 28 de dezembro — Estreia da 2.ª temporada de Casamento às Cegas Brasil na Netflix.[508]

## Emissoras e plataformas

### Fundações
| Data         | Emissora              | Cidade, UF                 | Notas | Ref.    |
| ------------ | --------------------- | -------------------------- | --- | ------- |
| 28 de março  | TV Norte Acre         | Rio Branco, Acre           | Emissora pertencente ao Grupo Norte de Comunicação, afiliada ao SBT | [ 509 ] |
| 1.º de abril | Cinecanal             | São Paulo, SP              | Canal por assinatura voltado a filmes, programado pela The Walt Disney Company América Latina, substituindo o Star Life                                                   | [ 510 ] |
| 1.º de abril | Box Kids TV           | —                          | Canal infantil voltado a crianças em idade pré-escolar, programado pela Box Brazil                                                                                        | [ 511 ] |
| 25 de abril  | TV Cidade Verde Picos | Picos, Piauí               | Emissora pertencente ao Grupo Cidade Verde, afiliada ao SBT | [ 512 ] |
| 26 de abril  | Canal Educação        | Brasília, Distrito Federal | Canais de televisão mantidos pelo Ministério da Educação, em parceria com a Empresa Brasil de Comunicação, substituindo os sinais da TV Escola e TV INES, respectivamente | [ 513 ] |
| 26 de abril  | Canal Libras          | Brasília, Distrito Federal | Canais de televisão mantidos pelo Ministério da Educação, em parceria com a Empresa Brasil de Comunicação, substituindo os sinais da TV Escola e TV INES, respectivamente | [ 513 ] |
| 30 de abril  | Markket               | —                          | Canal voltado a empreendedorismo e negócios, programado pela Box Brazil                                                                                                   | [ 514 ] |
| 31 de maio   | TV UFS                | Aracaju, Sergipe           | Emissora educativa vinculada à Universidade Federal de Sergipe, afiliada à TV Brasil                                                                                      | [ 515 ] |
| 1.º de julho | TV Feira              | Feira de Santana, Bahia    | Emissora pública vinculada à Prefeitura Municipal de Feira de Santana, afiliada à TV Brasil                                                                               | [ 516 ] |
| 5 de julho   | Canal Empreender      | Brasília, Distrito Federal | Canal voltado a economia e negócios, programado pelo Grupo Bandeirantes de Comunicação                                                                                    | [ 517 ] |
| 27 de julho  | Sony Movies           | São Paulo, SP              | Canal por assinatura voltado a filmes produzidos pela Sony Pictures Entertainment e suas subsidiárias, programado pela Sony Pictures Television                           | [ 518 ] |

### Extinções
| Data           | Emissora            | Cidade, UF    | Notas | Ref.    |
| -------------- | ------------------- | ------------- | --- | ------- |
| 31 de janeiro  | Star Premium        | São Paulo, SP | Os canais do pacote foram descontinuados por decisão da The Walt Disney Company América Latina, que preferiu focar seus investimentos nas plataformas de streaming do grupo, Star+ e Disney+ | [ 519 ] |
| 31 de março    | Disney Junior       | São Paulo, SP | Os canais foram descontinuados com as reestruturações promovidas pela The Walt Disney Company América Latina, sendo que o Star Life deu lugar ao Cinecanal                                   | [ 510 ] |
| 31 de março    | Disney XD           | São Paulo, SP | Os canais foram descontinuados com as reestruturações promovidas pela The Walt Disney Company América Latina, sendo que o Star Life deu lugar ao Cinecanal                                   | [ 510 ] |
| 31 de março    | Nat Geo Kids        | São Paulo, SP | Os canais foram descontinuados com as reestruturações promovidas pela The Walt Disney Company América Latina, sendo que o Star Life deu lugar ao Cinecanal                                   | [ 510 ] |
| 31 de março    | Nat Geo Wild        | São Paulo, SP | Os canais foram descontinuados com as reestruturações promovidas pela The Walt Disney Company América Latina, sendo que o Star Life deu lugar ao Cinecanal                                   | [ 510 ] |
| 31 de março    | Star Life           | São Paulo, SP | Os canais foram descontinuados com as reestruturações promovidas pela The Walt Disney Company América Latina, sendo que o Star Life deu lugar ao Cinecanal                                   | [ 510 ] |
| 29 de outubro  | Conmebol TV         | São Paulo, SP | O canal foi descontinuado depois que a CONMEBOL comercializou os direitos de transmissão da Copa Libertadores da América e Copa Sul-Americana para todas as plataformas a partir de 2023     | [ 81 ]  |
| 31 de dezembro | Smithsonian Channel | São Paulo, SP | O canal foi descontinuado na TV por assinatura por decisão da Paramount Networks Americas | [ 520 ] |

### Rebrandings
| Data          | Emissora                           | Cidade, UF                      | Notas                                                                                             | Ref.                |
| ------------- | ---------------------------------- | ------------------------------- | ------------------------------------------------------------------------------------------------- | ------------------- |
| 11 de janeiro | Mais na Tela                       | Rio de Janeiro, RJ              | Passa a se chamar Modo Viagem                                                                     | [ 521 ]             |
| 17 de janeiro | ESPN Brasil ESPN ESPN 2 Fox Sports | São Paulo, SP                   | Passa a se chamar ESPN Passa a se chamar ESPN 2 Passa a se chamar ESPN 3 Passa a se chamar ESPN 4 | [ 522 ]             |
| 30 de janeiro | TV Urbana                          | Porto Alegre, Rio Grande do Sul | Passa a se chamar Rede Sul de Televisão                                                           | [ 523 ]             |
| 29 de março   | TV Itararé                         | Campina Grande, Paraíba         | Passa a se chamar Rede ITA                                                                        | [carece de fontes?] |
| 1.º de maio   | Mega TV                            | São Paulo, SP                   | Volta a se chamar CBI                                                                             | [ 524 ]             |
| 26 de maio    | Now                                | São Paulo, SP                   | Passa a se chamar Claro TV+                                                                       | [ 525 ]             |
| 28 de junho   | TV Metropolitana                   | Belém, Pará                     | Passa a se chamar TV Mais Pará                                                                    | [carece de fontes?] |
| 22 de agosto  | Band Maringá                       | Maringá, Paraná                 | Volta a se chamar TV Maringá                                                                      | [carece de fontes?] |
| 5 de outubro  | TV Walter Abrahão                  | São Paulo, SP                   | Volta a se chamar PlayTV                                                                          | [ 526 ]             |
| 11 de outubro | DirecTV Go                         | —                               | Passa a se chamar DGO                                                                             | [ 527 ]             |
| 16 de outubro | TV Marco Zero                      | Macapá, Amapá                   | Passa a se chamar TV Notícia                                                                      | [carece de fontes?] |
| 9 de dezembro | TV Fortaleza                       | Fortaleza, Ceará                | Passa a se chamar TV Câmara Fortaleza                                                             | [ 528 ]             |

### Trocas de afiliação
| Data           | Emissora      | Cidade, UF                   | Afiliação anterior | Afiliação nova | Notas | Ref.    |
| -------------- | ------------- | ---------------------------- | ------------------ | -------------- | --- | ------- |
| 28 de março    | TV Rio Branco | Rio Branco, Acre             | SBT                | TV Cultura     | A emissora encerrou a parceria que mantinha com o SBT desde a inauguração em 1989, depois que a rede decidiu rescindir seu contrato e transferir a retransmissão do seu sinal para a TV Norte Acre | [ 529 ] |
| 10 de dezembro | TV Horizonte  | Belo Horizonte, Minas Gerais | Independente       | TV Cultura     | Após um período com programação independente desde o fim da parceria com a TV Aparecida, o canal fechou acordo para retransmitir a programação da TV Cultura                                       | [ 530 ] |

## Mortes
| Data             | Nome                     | Idade | Notas | Ref.    |
| ---------------- | ------------------------ | ----- | --- | ------- |
| 5 de janeiro     | Lívio Galeno             | 36    | Jornalista. Atuou por TV Antares, TV Cidade Verde e O Dia TV | [ 531 ] |
| 10 de janeiro    | Batoré                   | 61    | Ator e humorista. Trabalhos notáveis incluem A Praça É Nossa, Batoré 100 Protocolos e Velho Chico | [ 532 ] |
| 16 de janeiro    | Françoise Forton         | 64    | Atriz. Trabalhos notáveis incluem A Última Valsa, Estúpido Cupido, Sabor de Mel, Tieta, Por Amor, Os Ricos Também Choram, Tempo de Amar e Amor sem Igual | [ 533 ] |
| 24 de janeiro    | Theresa Amayo            | 88    | Atriz. Trabalhos notáveis incluem Teatrinho Trol, Grande Teatro Tupi, O Rei dos Ciganos, E Nós, Aonde Vamos?, Pecado Capital, O Espantalho, Gina, Caso Verdade e Tudo ou Nada                                                                                      | [ 534 ] |
| 26 de janeiro    | Narcélio Limaverde       | 90    | Jornalista e radialista. Atuou pela TV Ceará e TV Uirapuru, além de ter sido diretor do Sistema Verdes Mares | [ 535 ] |
| 26 de janeiro    | Luiz Crosara             | 75    | Jornalista. Apresentou os programas Câmera 2 na TV Universitária e TV Uberaba, e Zebu Para o Mundo e Café com Boi no Canal do Boi e Agro Canal | [ 536 ] |
| 1.º de fevereiro | Isaac Bardavid           | 90    | Ator e dublador. Trabalhos notáveis incluem Escrava Isaura, O Astro, Tudo ou Nada, Os Trapalhões, Zorra Total e Rei Davi | [ 537 ] |
| 13 de fevereiro  | João Carlos Di Genio     | 82    | Professor e empresário. Foi proprietário da TV Jovem Pan e do Grupo Mix de Comunicação, responsável pela Mega TV, Mix TV e RBI TV | [ 538 ] |
| 15 de fevereiro  | Arnaldo Jabor            | 81    | Cineasta, escritor e jornalista. Na televisão, atuou como comentarista de política e assuntos gerais em todos os telejornais da TV Globo de 1991 a 2021 | [ 539 ] |
| 19 de fevereiro  | Luiz Guimarães           | 93    | Produtor, diretor e apresentador. Foi diretor de programação da TV Globo de 1973 a 1988, diretor geral da TV Gazeta e apresentador do programa Prazer em Conhecer, na Rede Vida                                                                                    | [ 540 ] |
| 25 de fevereiro  | José Carlos Sanches      | 67    | Ator. Trabalhou em vários papéis secundários de telenovelas e minisséries da TV Globo, sendo o mais notável deles em Por Amor | [ 541 ] |
| 6 de março       | Geraldo Melo             | 86    | Político e empresário. Fundou e dirigiu entre 1990 e 2008 a TV Potengi de Natal, Rio Grande do Norte | [ 542 ] |
| 15 de março      | Lúcio Tabarelli          | 62    | Jornalista. Atuou como repórter policial do programa Brasil Urgente | [ 543 ] |
| 23 de março      | Djenane Machado          | 70    | Atriz. Trabalhos notáveis incluem O Cafona, A Grande Família, Estúpido Cupido e Tudo em Cima | [ 544 ] |
| 29 de março      | Jocelito Paganelli       | 42    | Jornalista. Atuou como apresentador e chefe de redação da TV TEM São José do Rio Preto | [ 545 ] |
| 31 de março      | Luís Carlos Maranhão     | 73    | Jornalista. Atuou pela TV Clube, TV Cidade Verde e TV Assembleia | [ 546 ] |
| 19 de abril      | Edegar Heinzelmann       | 63    | Locutor e radialista. Atuou como voz padrão de chamadas e vinhetas da NSC TV de meados da década de 1990 até 2022 | [ 547 ] |
| 20 de abril      | Aziz Bajur               | 83    | Autor e roteirista. Trabalhos notáveis incluem TV de Vanguarda, Caso Verdade, A Ponte do Amor, Jogo do Amor, O Portador e O Direito de Nascer | [ 548 ] |
| 25 de abril      | Suzana Faini             | 89    | Atriz. Trabalhos notáveis incluem Irmãos Coragem, Selva de Pedra, Cuca Legal, Direito de Amar, Top Model, Você Decide, Salve Jorge e Espelho da Vida | [ 549 ] |
| 28 de abril      | Aidée Miranda            | 95    | Atriz, dubladora e cantora. Trabalhos notáveis incluem O Falcão Negro e Alô, Doçura!, nas versões produzidas pela TV Tupi Rio de Janeiro | [ 550 ] |
| 4 de maio        | José Pizani              | 75    | Empresário. Fundou e dirigiu o Sistema Clube de Comunicação, responsável pela TV Clube de Ribeirão Preto, São Paulo (1988-2022) | [ 551 ] |
| 7 de maio        | Pedro Jack Kapeller      | 83    | Empresário. Foi proprietário do Grupo Bloch, responsável pela Rede Manchete (1995-1999) e pela Bloch Som e Imagem | [ 552 ] |
| 10 de maio       | Alberico de Souza Cruz   | 84    | Jornalista. Atuou como diretor de jornalismo da TV Globo entre 1990 e 1995 e da RedeTV! entre 1999 e 2002 | [ 553 ] |
| 14 de maio       | Breno Silveira           | 58    | Cineasta. Na televisão, criou e dirigiu as séries 1 Contra Todos e Dom | [ 554 ] |
| 27 de maio       | David Coimbra            | 60    | Radialista e cronista esportivo. Na televisão, atuou como comentarista em programas e transmissões esportivas da RCE TV | [ 555 ] |
| 27 de maio       | Evelise Olivier          | 74    | Atriz e dançarina. Atuou como dançarina nos programas Jovem Guarda e Ternurinha e Tremendão, e como atriz em Meu Adorável Mendigo e Os Insociáveis | [ 556 ] |
| 30 de maio       | Milton Gonçalves         | 88    | Ator e diretor. Trabalhos notáveis incluem Irmãos Coragem, A Grande Família, O Bem-Amado, Pecado Capital, Carga Pesada, Tenda dos Milagres, Felicidade, A Favorita, Lado a Lado, O Tempo Não Para e Se Eu Fechar os Olhos Agora                                    | [ 557 ] |
| 4 de junho       | Neila Tavares            | 73    | Atriz e apresentadora. Trabalhos notáveis incluem Enquanto Houver Estrelas, Gabriela e Anjo Mau | [ 558 ] |
| 5 de junho       | Rubens Caribé            | 56    | Ator. Trabalhos notáveis incluem Fera Ferida, Sangue do Meu Sangue, Os Ossos do Barão, Do Fundo do Coração e Uma Rosa com Amor | [ 559 ] |
| 8 de junho       | Irineu de Carli          | 87    | Diretor e apresentador. Atuou pela Rede Tupi, TV Cultura, Band, Rede Mulher, TV Gazeta e ESPN Brasil | [ 560 ] |
| 16 de junho      | Arnaldo Faria de Sá      | 76    | Radialista e político. Na televisão, foi comentarista do Record em Notícias, exibido pela RecordTV | [ 561 ] |
| 16 de junho      | Maria Lúcia Dahl         | 80    | Atriz. Trabalhos notáveis incluem O Espigão, Anos Dourados, Anos Rebeldes e Velas de Sangue | [ 562 ] |
| 18 de junho      | Ilka Soares              | 89    | Modelo, atriz e apresentadora. Trabalhos notáveis incluem Noite de Gala, Jornal de Verdade, Bandeira 2, Anjo Mau, Locomotivas, Planeta dos Homens, Jogo do Amor, Mandala, La Mamma e Você Decide                                                                   | [ 563 ] |
| 22 de junho      | Marilu Bueno             | 82    | Atriz. Trabalhos notáveis incluem O Noviço, Sem Lenço, sem Documento, Guerra dos Sexos, A Gata Comeu, Dona Beija, Caça Talentos, Bicho do Mato e Salve-se Quem Puder                                                                                               | [ 564 ] |
| 22 de junho      | Danuza Leão              | 88    | Jornalista. Na televisão, atuou como colaboradora em novelas da TV Globo e foi apresentadora do Encontro Marcado, exibido pela TV Record Rio de Janeiro | [ 565 ] |
| 22 de junho      | Bruno Moreira            | 31    | Ator. Seu único trabalho na televisão foi como o bebê José Carlos, na telenovela Barriga de Aluguel | [ 566 ] |
| 23 de junho      | Ana Maria Grova          | 64    | Atriz luso-brasileira. Trabalhos notáveis incluem O Casarão e Escrava Isaura | [ 567 ] |
| 23 de junho      | Geninha da Rosa Borges   | 100   | Atriz. Na televisão, teve participações especiais em Da Cor do Pecado e A Favorita | [ 568 ] |
| 23 de junho      | Bia Gemal                | 59    | Atriz. Atuou em papéis secundários em várias telenovelas, além de participar de programas como Lupu Limpim Clapá Topô, Aperte o Cinto, Domingo de Graça e Zorra Total                                                                                              | [ 569 ] |
| 25 de junho      | Andrea Fassina           | 52    | Jornalista. Atuou em diversas funções no GNT, SBT, Band, RecordTV e TV Brasil, e foi apresentadora do programa Refrão, na TV Justiça | [ 570 ] |
| 27 de junho      | Sandra Chaves            | 59    | Jornalista. Atuou por TV Manchete Fortaleza, TV Verdes Mares, TV Jangadeiro e TV Assembleia | [ 571 ] |
| 10 de julho      | Raul Varassin            | 87    | Jornalista. Atuou como chefe de reportagem na TV Cultura, SBT, RecordTV e Rede Manchete, além de ter sido diretor de jornalismo da TV Globo no Rio de Janeiro, Minas Gerais, TV Globo Pernambuco e Paraná                                                          | [ 572 ] |
| 11 de julho      | Nádia Carvalho           | 67    | Atriz e dubladora. Trabalhos notáveis incluem Caso Verdade, Chico Anysio Show, Escolinha do Professor Raimundo e Zorra Total | [ 573 ] |
| 30 de julho      | Maria Fernanda           | 96    | Atriz. Trabalhos notáveis incluem E o Vento Levou, Gabriela, Pai Herói e Dona Beija | [ 574 ] |
| 5 de agosto      | Jô Soares                | 84    | Ator, humorista e apresentador. Trabalhos notáveis incluem Praça da Alegria, Família Trapo, Faça Humor, Não Faça Guerra, Planeta dos Homens, Viva o Gordo, Jô Soares Onze e Meia e Programa do Jô                                                                  | [ 575 ] |
| 17 de agosto     | Diogo Pacheco            | 96    | Maestro. Na televisão, foi apresentador do programa Concertos Internacionais na TV Globo e Ligue para um Clássico na TV Cultura | [ 576 ] |
| 17 de agosto     | Armindo Antônio Ranzolin | 84    | Radialista e cronista esportivo. Na televisão, foi apresentador e diretor-superintendente da TV Piratini e colunista esportivo em programas da RBS TV | [ 577 ] |
| 17 de agosto     | Jorge da Cunha Lima      | 90    | Jornalista. Foi presidente da Fundação Cásper Líbero (1987-1989), mantenedora da TV Gazeta, e presidente da Fundação Padre Anchieta (1995-2004), mantenedora da TV Cultura                                                                                         | [ 578 ] |
| 20 de agosto     | Cláudia Jimenez          | 63    | Atriz e humorista. Trabalhos notáveis incluem Viva o Gordo, Os Trapalhões, Chico Anysio Show, Escolinha do Professor Raimundo, Sai de Baixo, Torre de Babel, Zorra Total e Haja Coração                                                                            | [ 579 ] |
| 23 de agosto     | Mário Fanucchi           | 95    | Jornalista, produtor e roteirista. Criou a primeira identidade visual da Rede Tupi, roteirizou telenovelas e séries da emissora e foi diretor artístico da TV Cultura em sua fase nos Diários Associados                                                           | [ 580 ] |
| 3 de setembro    | Zé Bim                   | 68    | Radialista. Na televisão, atuou pela TV Itapoan e TV Aratu, sendo conhecido como o "Repórter do Povo" | [ 581 ] |
| 13 de setembro   | Sílvio Lancellotti       | 78    | Jornalista, apresentador e escritor. Atuou como cronista esportivo na TV Gazeta, RecordTV, Rede Manchete, ESPN, Band, além de apresentar programas culinários | [ 582 ] |
| 21 de setembro   | Renata Canales           | 58    | Jornalista. Atuou como apresentadora na TV Tribuna e EPTV Ribeirão, além de editora na GloboNews | [ 583 ] |
| 25 de outubro    | Susana Naspolini         | 49    | Jornalista. Atuou como repórter e apresentadora pela TV O Estado, RBS TV Criciúma, RBS TV Joinville, TV Vanguarda, GloboNews e TV Globo Rio de Janeiro | [ 584 ] |
| 6 de novembro    | Guilherme de Pádua       | 53    | Ator. Atuou em Mico Preto e De Corpo e Alma, e por ocasião desta última, tornou-se um criminoso notório ao assassinar a colega de elenco Daniella Perez | [ 585 ] |
| 9 de novembro    | Rolando Boldrin          | 86    | Ator, cantor e apresentador. Apresentou os programas Som Brasil, Empório Brasil, Empório Brasileiro e Sr. Brasil, além de ter atuado em obras como A Muralha, As Pupilas do Senhor Reitor, Mulheres de Areia, O Profeta, O Espantalho, Cara a Cara e Os Imigrantes | [ 586 ] |
| 10 de novembro   | Roberto Guilherme        | 84    | Ator e humorista. Trabalhos notáveis incluem Praça da Alegria, Os Trapalhões, Viva o Gordo, Balança Mas Não Cai, Escolinha do Professor Raimundo, Caça Talentos, A Turma do Didi, Zorra Total, Aventuras do Didi e Zorra                                           | [ 587 ] |
| 22 de novembro   | Erasmo Carlos            | 81    | Cantor e compositor. Na televisão, foi um dos apresentadores do programa Jovem Guarda na TV Record | [ 588 ] |
| 2 de dezembro    | Edivaldo Pereira Biguá   | 67    | Jornalista e cronista esportivo. Apresentou os programas Esporte no 6 na TV Ribamar, Maranhão Esportivo e Maranhão na Difusora na TV Difusora e foi editor de esportes do Bom Dia Mirante na TV Mirante                                                            | [ 589 ] |
| 5 de dezembro    | Márcia Manfredini        | 62    | Atriz. Trabalhos notáveis incluem Sandy & Junior, A Grande Família e Família Paraíso | [ 590 ] |
| 5 de dezembro    | Helena Xavier            | 92    | Atriz. Trabalhos notáveis incluem Teatrinho Trol, Grande Teatro Tupi, Caso Especial, A Escrava Isaura, Prova de Amor e Caminhos do Coração | [ 591 ] |
| 7 de dezembro    | Cleusa Maria (Zulu)      | 70    | Dançarina. Trabalhou como assistente de palco no programa Clube do Bolinha, onde notabilizou-se por nunca conseguir sorrir devido a uma paralisia facial | [ 592 ] |
| 7 de dezembro    | Sérgio Amaral            | 66    | Jornalista. Trabalhou na Rede Manchete, RecordTV, SBT e Band, onde foi diretor regional de jornalismo da Band Brasília e apresentador | [ 593 ] |
| 12 de dezembro   | Jonas Abib               | 85    | Monsenhor. Foi fundador da Comunidade Canção Nova, responsável pela TV Canção Nova | [ 594 ] |
| 13 de dezembro   | Voltaire Porto           | 47    | Jornalista. Atuou como repórter e apresentador na RecordTV RS | [ 595 ] |
| 15 de dezembro   | Betito Tavares           | 42    | Ator. Trabalhos notáveis incluem Coração de Estudante, Malhação e Casos e Acasos | [ 596 ] |
| 21 de dezembro   | Pedro Paulo Rangel       | 74    | Ator. Trabalhos notáveis incluem Bicho do Mato, Saramandaia, Dinheiro Vivo, Viva o Gordo, TV Pirata, Vale Tudo, Pedra sobre Pedra, A Indomada, O Cravo e a Rosa e Belíssima                                                                                        | [ 597 ] |
| 25 de dezembro   | Reynaldo Boury           | 90    | Diretor. Trabalhos notáveis incluem Redenção, Irmãos Coragem, Shazam, Xerife e Cia., Sinhá Moça, Tieta, Sonho Meu, Amor e Revolução, Carrossel, Chiquititas, Patrulha Salvadora, Cúmplices de um Resgate e As Aventuras de Poliana                                 | [ 598 ] |
| 29 de dezembro   | Pelé                     | 82    | Ex-futebolista. Na televisão, atuou como comentarista esportivo na Band, TV Globo e PSN | [ 599 ] |